# Charro

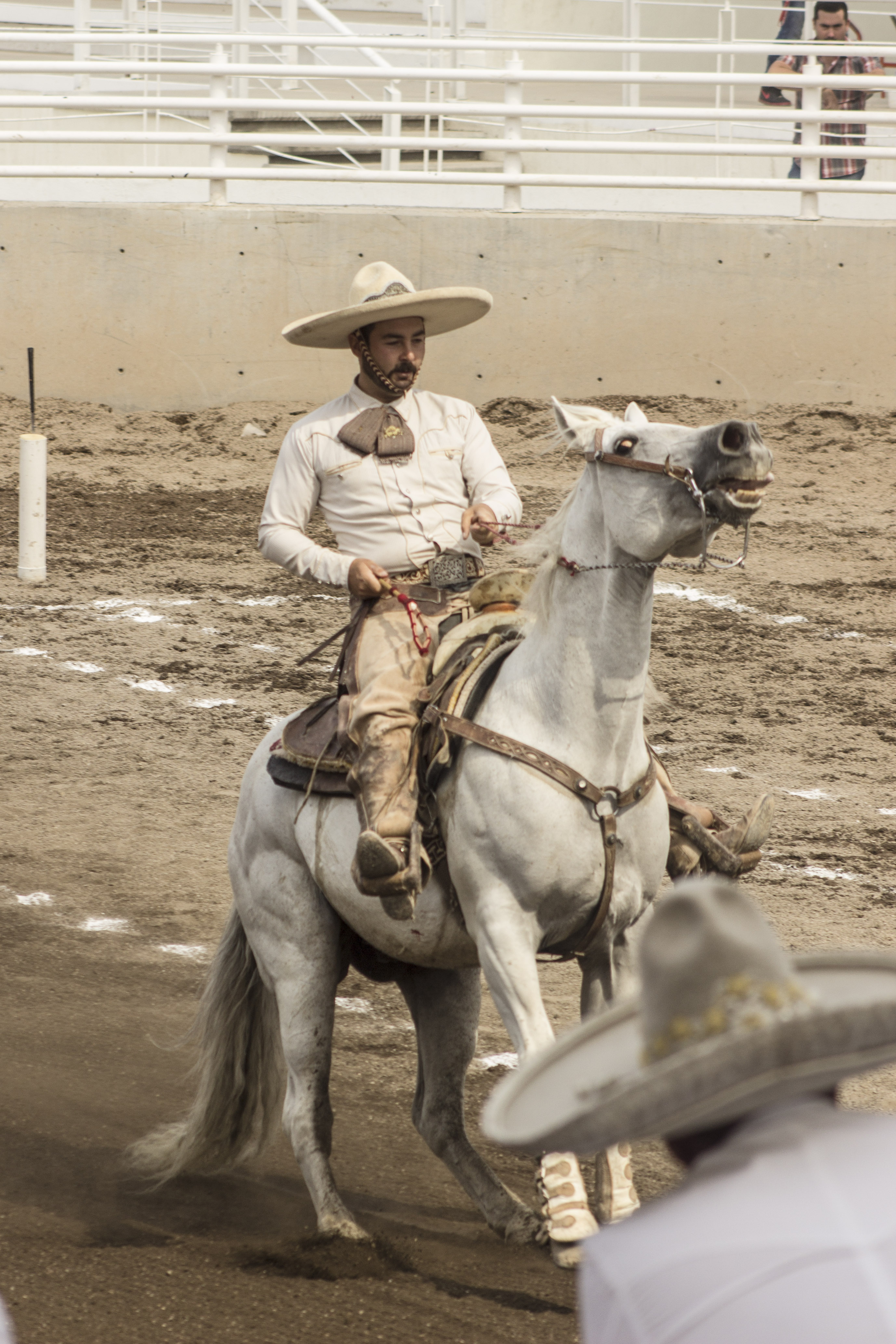
Charro en el evento de charrería en la Feria Nacional de San Marcos.

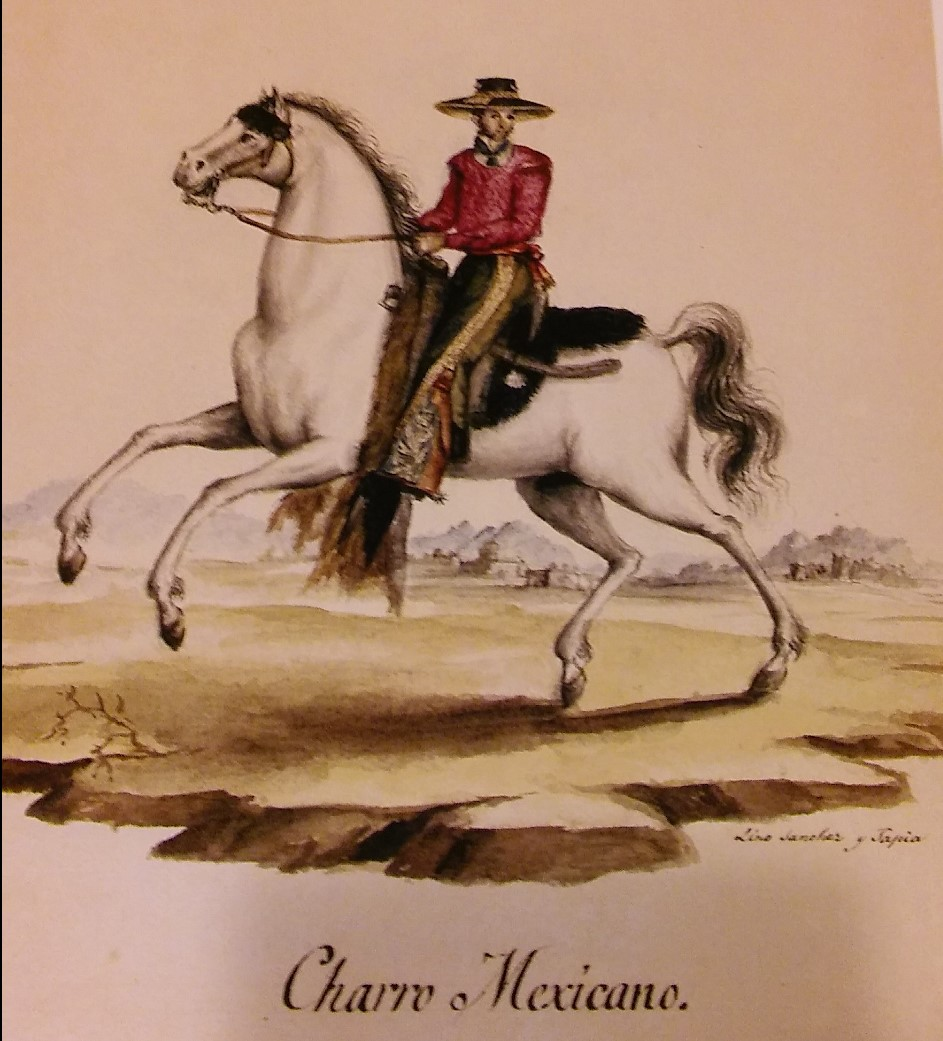
“Charro Mexicano” (1828). Originalmente, la palabra “Charro” era un epíteto peyorativo para los Rancheros mexicanos, los habitantes de las zonas rurales del país. “Charro” es, históricamente, sinónimo de paleto, rústico, palurdo, payo, vulgar.

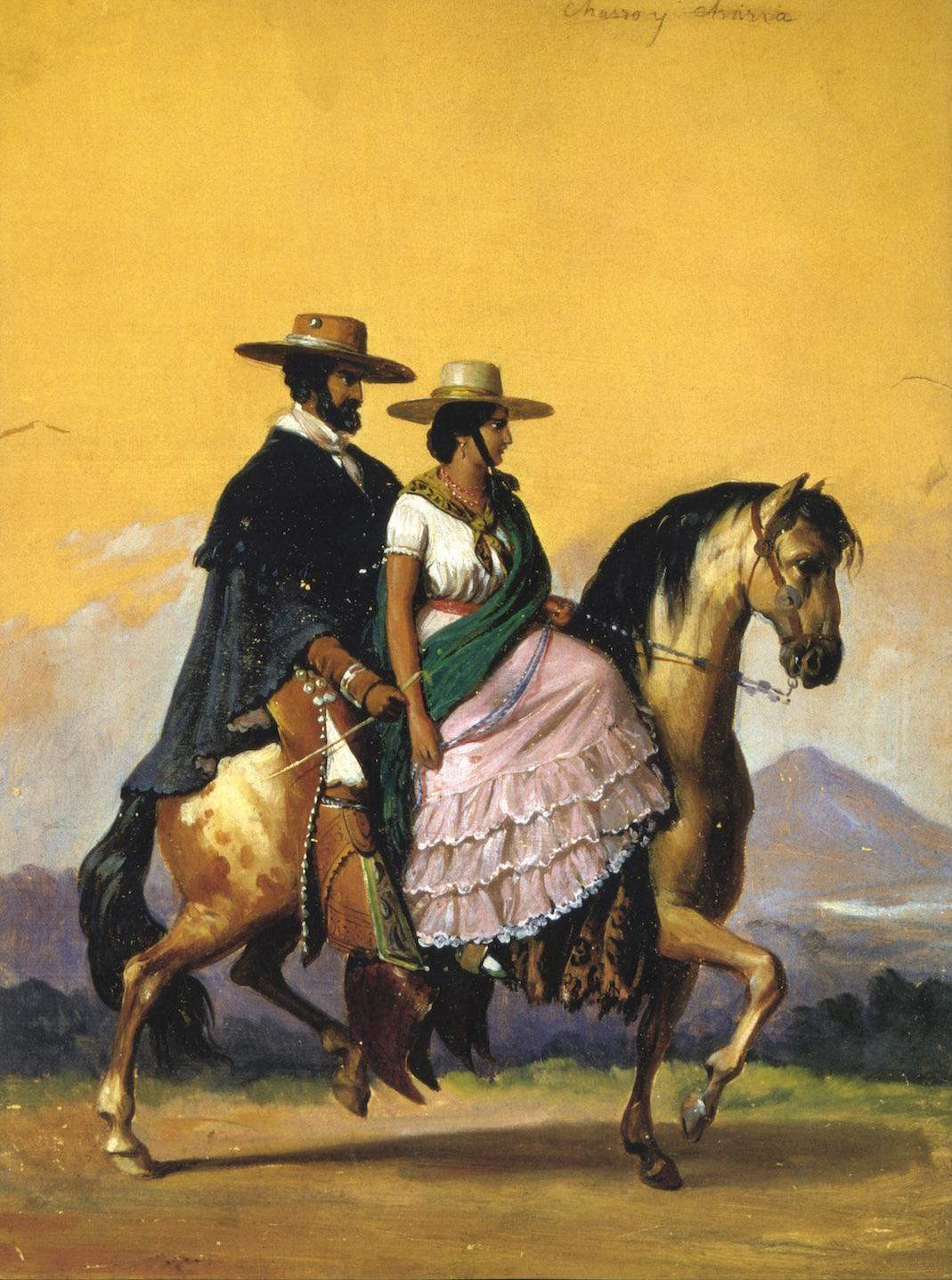
"Charro y Charra" por Édouard Pingret (1853)

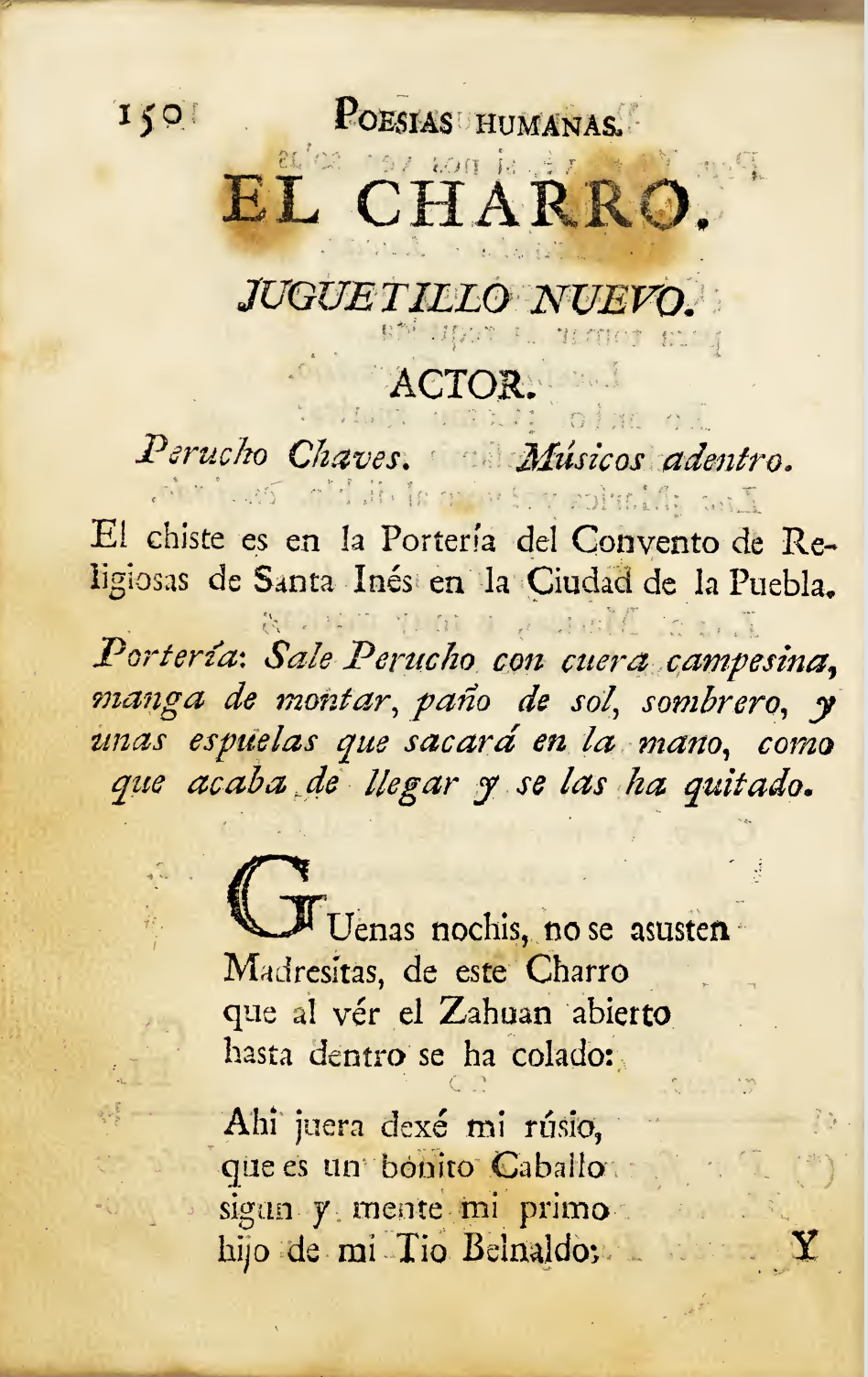
La obra cómica “El Charro” de 1797, es considerada por algunos historiadores, como la aparición escrita más antigua del término “Charro” en México. La comedia trata sobre un vaquero de la hacienda de Tepango en Puebla, que viaja en Navidad a la Ciudad de Puebla.

El charro en México es, históricamente, el ranchero, el hombre a caballo del campo que trabajaba en las haciendas y zonas rurales del altiplano y la «Tierra-adentro» (Bajío e interior del país), desempeñando, a caballo, todos los oficios y quehaceres del campo, como los oficios de vaquero, caporal y mayordomo, entre otras cosas. El ranchero era conocido por su condición de hábil jinete, por su destreza en el manejo del lazo y por su traje típico diseñado especialmente para montar a caballo. Hoy en día, se le da el nombre de «charro» a alguien que practica la charrería, considerada como el deporte nacional de este país.
Originalmente, el término «charro» tenía una connotación peyorativa y se utilizaba de manera general para referirse despectivamente a las personas del campo, pero fue en México en donde la palabra evolucionó y se convirtió en sinónimo de Ranchero u «hombre de a caballo del campo», «hábil vaquero», «magnífico jinete» y «elegante». Aunque el término es común hoy en día en el país, su uso no estuvo muy extendido al principio, pues, se haya raramente en documentos y textos de la primera mitad del siglo XIX, popularizándose hasta la segunda mitad del siglo. Además de «charros», los rancheros mexicanos también fueron llamados «payos», «campiranos» y, en algunos casos,  «jarochos»; este último pasó a ser únicamente utilizado para los vaqueros de Veracruz, mientras que el primero y el segundo quedaron en desuso en México, dejando únicamente el nombre de «charros».
El ranchero es el homólogo mexicano del gaucho argentino y uruguayo, el huaso chileno, el llanero colombo-venezolano, el chagra ecuatoriano y el qorilazo peruano.

## Etimología
Los registros más antiguos de la palabra «charro» datan del siglo XVI, y aparece como voz de las lenguas portuguesa y gallega, con una connotación peyorativa, sinónimo de necio, bruto, tonto, vil y despreciable. El bachiller castellano Vicente de Olea recopiló la palabra en su «Vocablos Gallegos Escuros» (1536) donde la define como «loco». Mientras que el paremiólogo español Hernán Núñez de Toledo la definió como sinónimo de «bobo» y especifica que es palabra de origen gallego en su obra «Refranes, o Proverbios en romance» (1555).
El primer registro en castellano aparecería hasta 1627 en el «Vocabulario de refranes y frases proverbiales» de Gonzalo Correas, basándose en los textos de Hernán Núñez, igualmente con una connotación peyorativa, sinónimo de tonto, sandio, necio o bruto. Más de cien años después, en 1729, la palabra sería incluida en el primer diccionario editado por la Real Academia Española, el Diccionario de Autoridades, donde sería definido como un adjetivo peyorativo usado para referirse a las personas provenientes del campo, aldeas o zonas rurales, sinónimo de paleto y rústico: 

“La persona poco culta, nada pulida, criada en lugar de poca policía. En la Corte, y en otras partes dan este nombre á cualquier persona de aldea”.

 En la primera edición del diccionario de la RAE publicado en 1780, se mantuvo esa definición original, definiendo la palabra como: “la persona basta y rústica, como suelen ser los aldeanos”, pero en esta edición agregarían una segunda acepción: “adjetivo que se aplica á algunas cosas demasiadamente cargadas de adorno y de mal gusto”. De tal manera, la palabra charro se usaba en el siglo XVIII como insulto o mote peyorativo para la gente del campo, por ser considerados gente tosca, grosera y rústica; y a cosas recargadas de adornos y de mal gusto, sinónimo de vulgar y ridículo.
En 1745, el jesuita vasco Manuel de Larramendi, argumentó que la palabra era de origen vascuence y que significaba “cosa ruin, y despreciable”, y afirmó que se les llamaba así a los aldeanos por desprecio. Mientras que el historiador y filósofo catalán Antonio de Capmany, afirmaba que la palabra charro era de origen árabe y que originalmente significaba “malo, de la malicia moral y de costumbres”, y que pasó al castellano a significar “la malicia artística y del adorno”, así, algo “charro” es lo mismo que algo de mal gusto.

En México, la palabra se registra desde el siglo XVIII, originalmente usado como un término despectivo para referirse a los Rancheros, las gentes de á caballo habitantes del campo y de las haciendas que ejercían todos sus oficios y quehaceres á caballo, que, por ser personas aldeanas y rústicas, eran percibidas como ignorantes, toscas, y nada sofisticadas. Sin embargo, con el paso del tiempo, la palabra charro evolucionó en México hasta ser redefinido, pasando de ser un adjetivo despectivo a ser un sustantivo elogioso, sinónimo de Ranchero u hombre de á caballo, hábil vaquero y buen jinete. En 1850, en el primer volumen de su libro —Los Misterios de México— el escritor y periodista español radicado en México, Niceto de Zamacois, definió lo que era un Charro en nuestro país, como:
 “Charros: gente del campo que se compone mucho para montar á caballo”.

## Origen

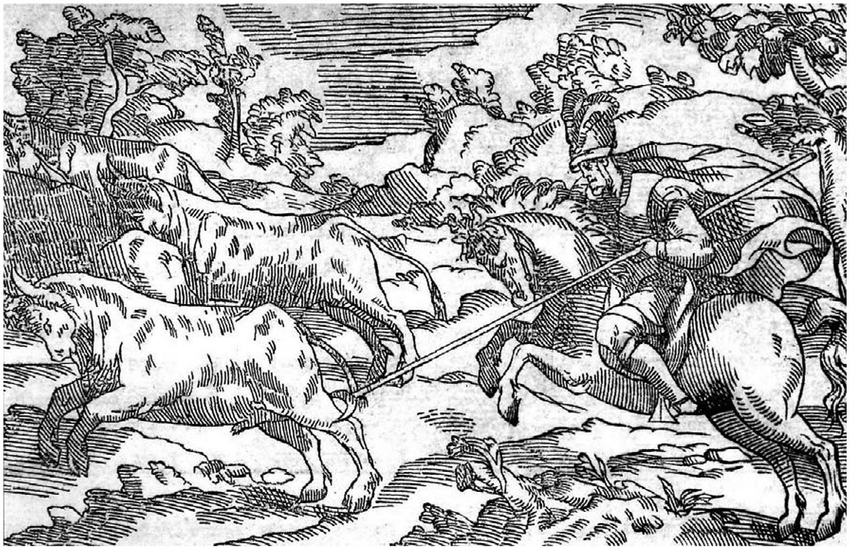
Caceria del Toro Cimarron (salvaje) en el México Colonial (Nueva España), 1582. La cacería de ganado vacuno salvaje fue la primera actividad que llevaron a cabo los Vaqueros en México.

Durante el Virreinato de la Nueva España, los españoles trajeron la cultura de la ganadería, que poco tiempo después de haber sido introducido adquirió  características propias y distintas.
Los primeros en ejercer el oficio de Vaquero durante la primera etapa de la ganadería en México en el siglo XVI eran en su mayoría mulatos o negros, esto según una ordenanza de la Mesta, fechada el 5 de marzo de 1576. Hacia principios del siglo XVII, tanto mestizos como Mulatos, y en menor medida indios, conformaban la mayoría de los Vaqueros en el país. Don Hernando Ruiz de Alarcón, sacerdote y juez eclesiástico español, escribió en su “Tratado de las supersticiones” (1629):

“Como en esta tierra es tan forzoso, tan común y tan facil andar a caballo a todo genero de gente, por ser la tierra casi toda muy agra, muy distantes las poblaciones, los caminos faltos de provision y mucha cantidad de caballos y otras bestias, y con esto muchas vaquerías donde siempre se ocupan mucha cantidad de mulatos, mestiços, indios y gente vil; […] y aunque los mas de esta ocupacion de vaquería son mestizos o mulatos, con todo hago aqui mencion de esto, porque tambien se mezclan indios […]”

Fue durante aquella época, a finales del siglo XVI y principios del siglo XVII, cuándo comenzaron a surgir, en la región del Bajío y territorio Chichimeca, Vaqueros nómadas, que al lomo del caballo vagaban por aquellas regiones en busca de trabajo, principalmente en las estancias de ganado. A estos Vaqueros originalmente los llamaban “gentes de fuste” porque se la pasaban todo el tiempo al lomo de sus caballos; “Vagamundos” por ser nómadas sin un hogar fijo, y “Forajidos” porque muchos eran criminales, o por ser negros o mulatos fugitivos. En un reporte fechado el 1 de abril de 1603 en Guadalajara, el licenciado oidor Gaspar de la Fuente denuncia la existencia de estos Vaqueros en el territorio de Nueva Galicia: 

“El número de mestizos y mulatos ha ido en tanto crecimiento en estos reinos y los excesos y delitos que cada día cometen de la misma manera, que traen a la gente atemorizada sin poderlo reparar porque bajo el título de Baqueros andan a cavallo con jarretaderas y dalles, y juntanse en cuadrillas y nadie se atreve a resistirles. Su Majestad remediaría esto, ordenando que ninguno de los referidos pueda trae semejante arma (so pena de muerte) en poblado ni despoblado sino es en los días señalados que anduvieran baqueando, y entonces estando su amo en su compañía."

Otro registro aparece en una carta fechada el 20 de abril de 1607 por el sacerdote y licenciado, Luis Ramírez de Alarcón, donde describe a estos Vaqueros forajidos y semi-salvajes: 

“En el Real de minas de Zacatecas y hacia el norte, se llena de forajidos negros, mestizos y mulatos, todos ellos Vaqueros, y no se les puede castigar pues tienen yeguas ligeras y protección de los estancieros […] esta gente es ágil, robusta y crece en su generación y se multiplican demasiadamente, y se puede temer muy bien un alboroto, porque […] hay hombre que junta a 300 hombres de a caballo desta gente forajida para vaquear todos y los más armados de Cueras fuertes, arcabuces, dalles, desjarretaderas y otras armas.”

## Rancheros

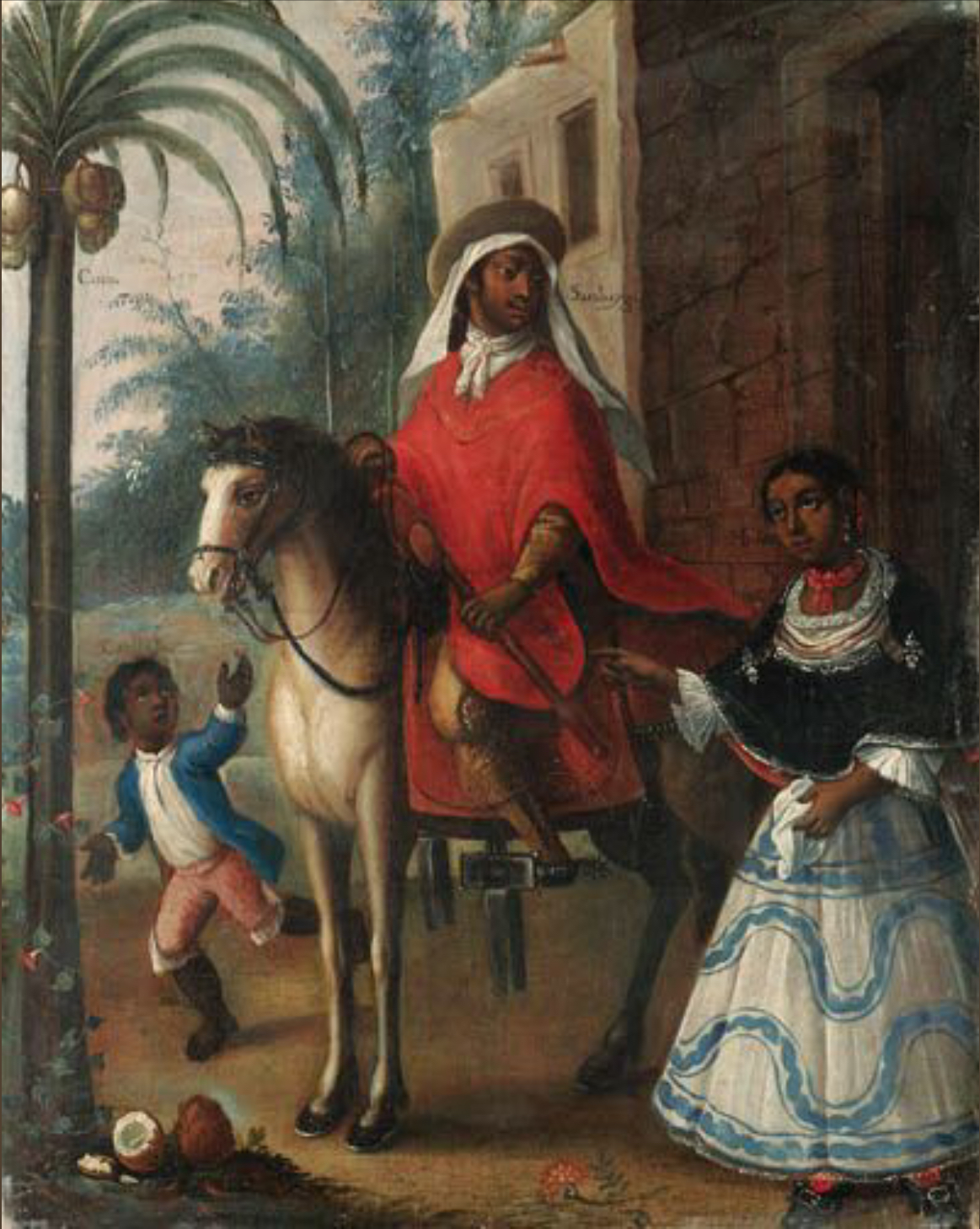
Ranchero Mexicano (ca. 1760). Los rancheros eran los habitantes del campo y las haciendas, que llevaban a cabo sus quehaceres a caballo, ejerciendo varios oficios tales como vaquero, caporal, domador, mayordomo, entre otros.

Finalmente, hacia el siglo XVIII, a los vaqueros, tanto aquellos que vivían en las estancias de ganado como también a los nómadas, se les comenzó a conocer bajo el nombre de “rancheros”. El término “ranchero” viene de “Rancho”, término que desde el siglo XVIII se le daba en México a los territorios rurales o aldeas donde se criaba el ganado o se cosechaba la tierra. 
El canónigo Mateo José de Arteaga, en su “Descripción de la Diócesis de Guadalajara de Indias" (1770), definió “Rancho” como: “los en que viven pocas gentes con pocos bienes y albergados en las chozas”. Mientras que el fraile español José Alejandro Patiño, en su texto "Topografía del Curato de Tlaxomulco" (1778), lo definió como: “Ranchos son en estos reinos indianos, unas casas de campo de poca pompa y valor, en que viven hombres de mediano pasar y pobres cultivando las tierras cortas que tienen o arriendan, en que sembrar al tamaño de la posibilidad de cada uno y criando sus animales domésticos, campestres, según sus fuerzas alcanzan.”
Hacia la década de 1840, diccionarios españoles ya incluían la acepción mexicana de Rancho como: “En Méjico es un cortijo separado dependiente de una hacienda de labor”; mientras que para “Ranchero” da la definición: “el que habita un rancho; suele tomarse por lo mismo que CAMPESINO”.
En 1844, Domingo Revilla publicó un artículo titulado «Costumbres y Trajes Nacionales: Los Rancheros» en la revista —El Museo Mexicano— en donde explicó que Rancheros eran la clase de gente que habitaba en las haciendas, aldeas y bosques, y la cual se dedicaba a los quehaceres del campo, específicamente el cuidado y mantenimiento de los caballos y ganado vacuno: 

La clase á que se da entre nosotros el nombre de Rancheros, es la que vive regularmente en el campo; es, pues, esa reunion de gentes, que retirada del seno y del bullicio de las ciudades y grandes poblaciones y de los pueblos pequeños, se halla distante de su corrupcion, de sus imperfecciones y de sus dolorosas necesidades, encontrándose en medio de otras que sin costosos sacrificios satisface, porque esos sacrificios son los que la misma naturaleza le ecsige, á la vez que le facilíta los medios para disminuirlos. […] Los Rancheros, pues, son de dos clases: los unos entregados esclusivamente á las labores del campo, y los otros al cuidado, conservacion y aumento de la caballada y ganados, especialmente el vacuno, y por lo mismo se acostumbran al manejo y uso del caballo. […] Entre los primeros figuran los indígenas; pero sea por el estado de abyeccion en que casi se les ha tenido, no solo por el gobierno colonial, sino tambien por los gobiernos nacionales, sus costumbres en lo general son monótonas y muy poco interesantes. […] Los demas labradores ó Rancheros, á quienes á diferencia del indio, impropiamente se les llama de razón, son aquellos cuya raza está atravesada con las demas castas, prevaleciendo los mestizos. Estos, los mulatos atezados y negros, en las haciendas de las tierras calientes, en las de las costas y en las de los paises templados y elevados, son los que están entregados á las labores y demas atenciones del campo. Esta clase tan heterogénea en su orígen, lo es en sus usos, costumbres, diversiones y vicios, y en todo varía, segun el clima y la distancia de las poblaciones, y de la capital ó centro de la república, y que por lo mismo cada Departamento, cada distrito, tienen sus especialidades, que requieren un estudio particular; á lo que se opone, como acabamos de insinuar, lo limitado de este escrito.

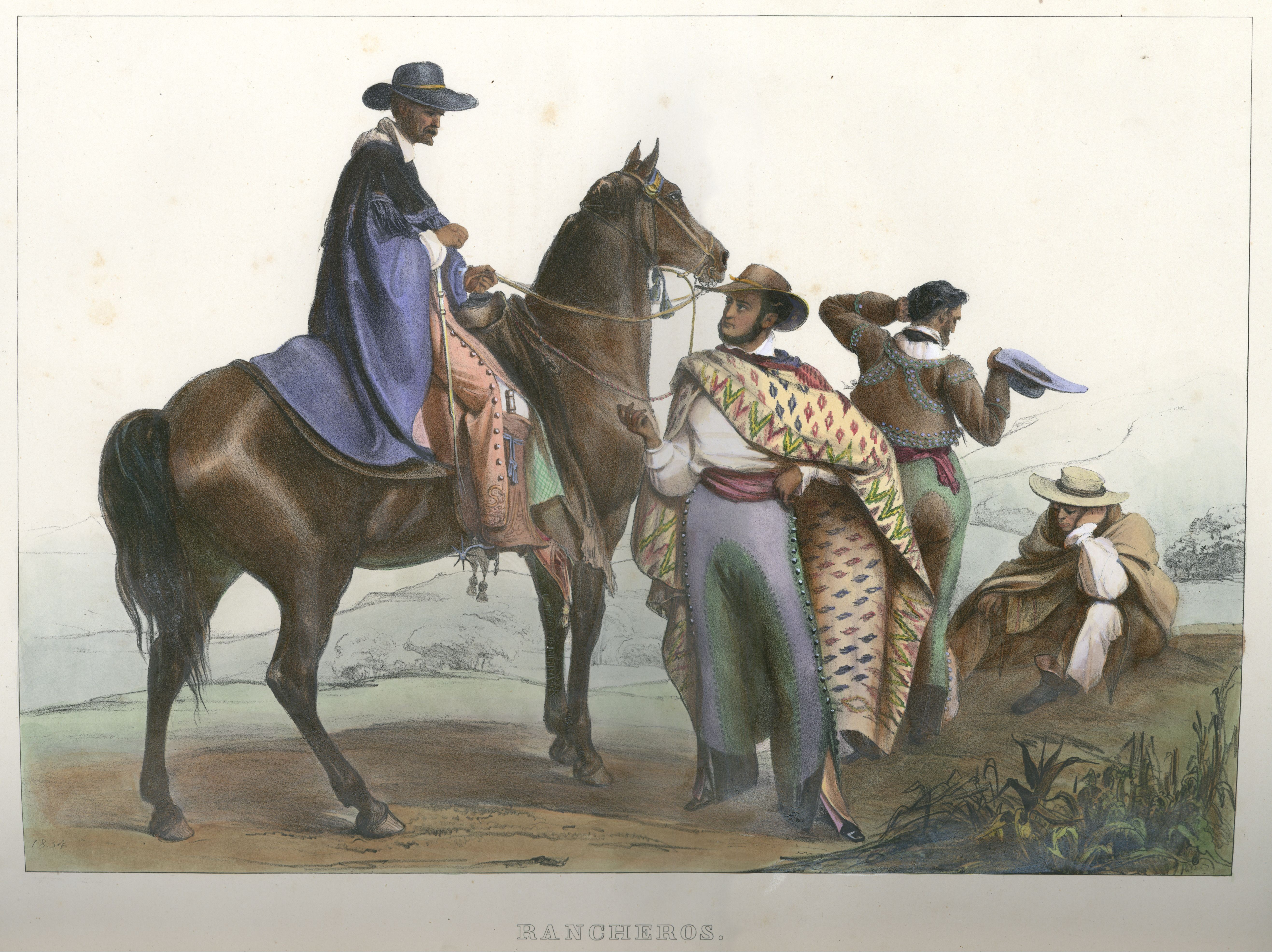
“Rancheros” de Carl Nebel (1834).

El historiador y periodista español Niceto de Zamacois, refirió que los Rancheros eran para el Altiplano e interior del país, lo que los Jarochos eran para Veracruz:

“En las provincias del interior de Méjico, en los territorios fríos y templados, se les da á los hombres del campo que desempeñan sus ocupaciones á caballo, el nombre de "Rancheros", derivado de la voz “Rancho” que se aplica a una hacienda corta de campo, o a una parte de una grande que esta dividida en racherías o ranchos. A los que desempeñan los mismos quehaceres en las haciedas de Veracruz se les da el nombre de "Jarochos".”

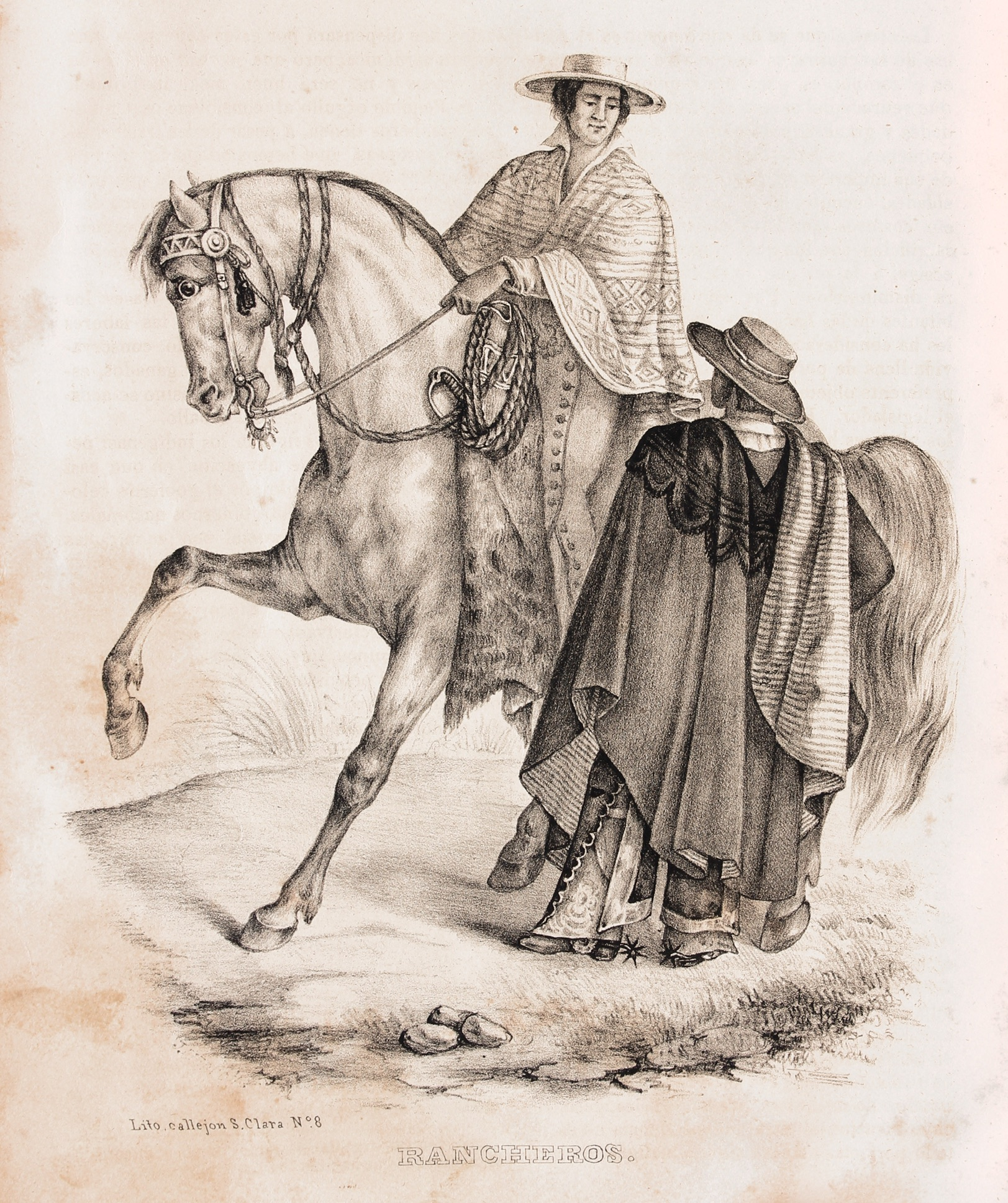
RANCHEROS por Cayetano Paris (1844). Los Rancheros o Charros era diestros en el manejo del caballo.

El escritor y abogado español, Luis Manuel del Rivero, le dedicó unas palabras al Ranchero Mexicano, en su libro “Méjico en 1842”: 

El Ranchero es hombre de mas altos pensamientos, muy forzudo, gran ginete, buen bebedor, que gasta sin duelo un peso cuando le tiene; que cuando anda va arrastrando sus descomunales y sonoras espuelas, y manejando su cuarta; que á caballo no se desprende de su machete, oprimiéndole bajo del muslo y cruzándole á menudo con el de su adversario, ó bien con el de su conocido, dando ó recibiendo una cuchillada por puro pasatiempo y diversion. Es hombre que, encerrado en su ranchería, cultiva con su muger é hijos la tierra, ó tal vez deja á su familia esta servil ocupación, y él se da á la mas noble de las armas en los bosques y en las encrucijadas. Es hombre que, cuando sirve en las haciendas, desempeña á caballo todas sus tareas y sigue a todas partes á su amo, a quién de ordinario tiene vendida su alma y su cuerpo. Es un árabe en sus hábitos, un poco trashumante, y mas especialmente en el conocimiento y manejo del caballo, que cria y educa como á un hijo, le ejercita en el trabajo sin compasion, y le ama con delirio como al compañero fiel de sus aventuras, y al noble instrumento de sus diversiones y de sus glorias. Su trage, botas formadas de un cuero con que se da varias vueltas á la pierna; espuelas como he dicho colosales; calzón ancho de cuero ó paño sobre calzoncillo de tela; camisa de algodon, banda con que se oprime la cintura; cotona ó sea chaqueta de cuero corta que se viste por la cabeza, y sombrero chambergo ó jarano muy grande y pesado; para sobrevestido, manga ó sarape. Los arreos de su caballo no son menos grotescos, pues la silla vaquera con sus grandes estribos y colgajos, sobre todo si lleva el complemento de la anquera, de las armas de agua y otras zarandajas, es un mundo en medio del cual se encuentra en su centro el Ranchero, y se cree superior á todos los potentados de la tierra, ejecutando evoluciones y movimientos sumamente dificultosos.

Por lo tanto, Ranchero es el nombre correcto del jinete mexicano que habita las haciendas y zonas rurales, ejerciendo los oficios de Vaquero, Caporal, Caballerango, Domador, Arriero, entre otros. Ranchero es para México lo que Llanero es para Venezuela, Gaucho para la Argentina, o Huaso para Chile.
El término “Charro” comenzó desde el siglo XVIII siendo simplemente un apodo despectivo para los Rancheros, para denotar que eran personas rústicas, vulgares e incivilizadas. Históricamente, en México, Charro y Ranchero eran lo mismo, eran sinónimos para describir al mismo jinete. 
“Vaquero”, por el contrario, describe un oficio, no a un tipo de jinete distinto del Charro. Así pues, la diferencia entre Charro y Vaquero es igual a la diferencia entre un Obrero y un Albañil. El obrero es una clase social, un grupo de personas que comparten el mismo estatus social, económico u ocupacional dentro de una sociedad; mientras que albañil es un oficio que regularmente es llevado a cabo por un obrero.
De la misma manera, Charro o Ranchero eran, históricamente, una clase social en México, una clase rural de jinetes, los habitantes del campo, zonas rurales y haciendas del país, que ejercían sus quehaceres a caballo. Mientras que vaquero era un oficio rural que era típicamente llevado a cabo por los habitantes del campo, los Charros.
Dicho de una manera más simple: Todos los vaqueros son Charros, pero no todos los Charros son vaqueros.

### Uso del Término Charro en México

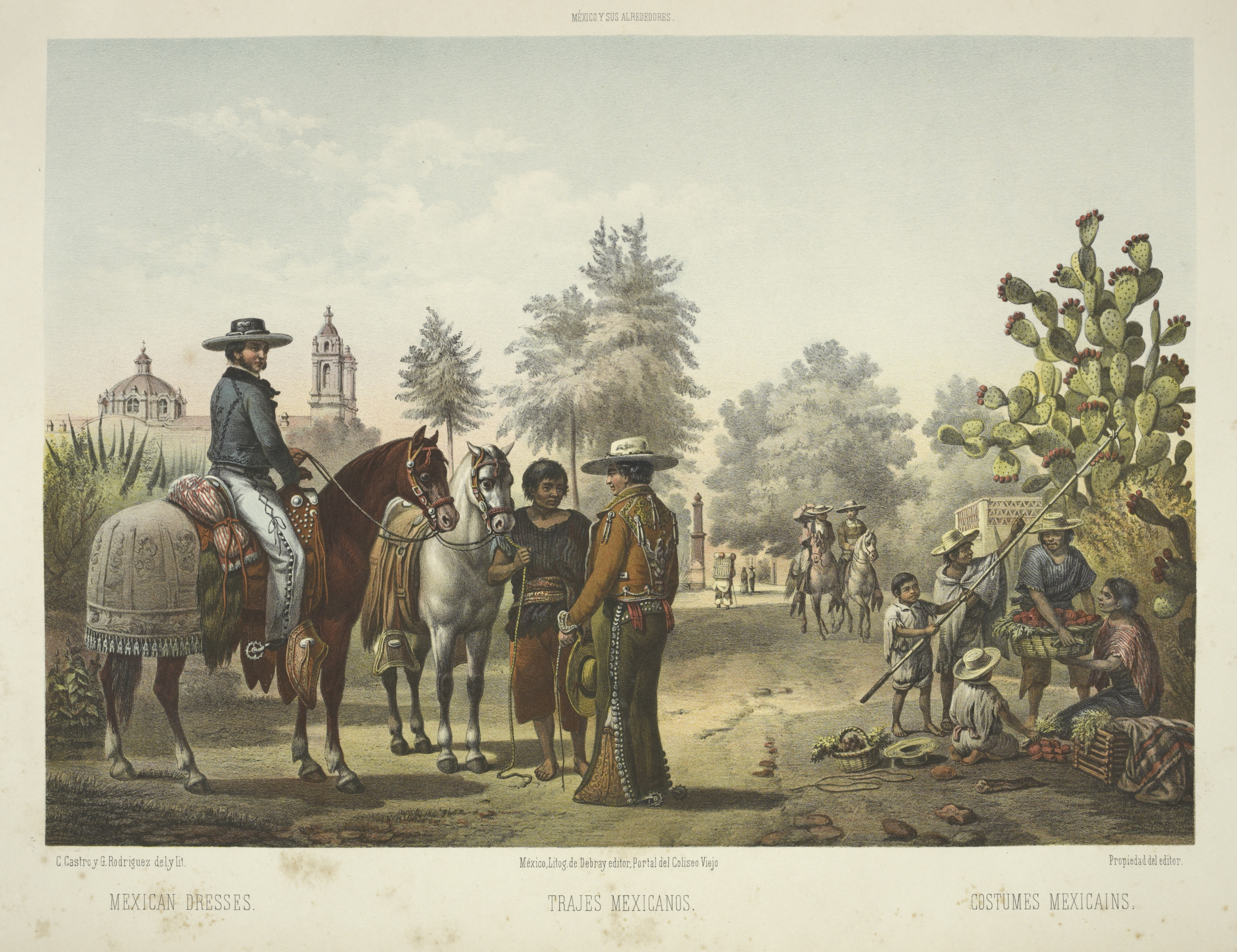
”Rancheros Mexicanos” (1856). Finalmente a los Rancheros se les comenzó a llamar “Charros”, sinónimo de rústico y paleto, para denotar que eran personas incivilizadas y vulgares.

El registro más antiguo en México del término charro fue en 1797 en el libro —Miscelanea de Poesías Sagradas— de José Agustín de Castro, en un sainete cómico titulado «El Charro» sobre un vaquero de la hacienda de Tepango, en Puebla, llamado Perucho Chávez quien viaja a la ciudad de Puebla en Navidad. El sainete comienza con la introducción: “Sale Perucho con cuera campesina, manga de montar, paño de sol, sombrero, y unas espuelas que sacará en la mano, como que acaba de llegar y se las ha quitado.” El sainete fue escrito con un lenguaje rústico y vulgar, como suelen hablar los Rancheros mexicanos.
Con el paso del tiempo, una vez consumada la independencia de México, la palabra charro continuó evolucionando hasta obtener nuevas definiciones y usos en el país. Durante el siglo XIX, se les llamaba Charros específicamente a los Rancheros de Tierra-Adentro (el Bajío e interior del país) que trabajaban de vaqueros, caporales o mayordomos en las haciendas de aquella región. Los Rancheros de Tierra-Adentro eran considerados, junto con los del Mezquital, como los más diestros en el manejo del caballo y en las faenas vaqueras. 
También se les llamaba charros a aquellos hombres ricos de la ciudad que vestían, por capricho o afición a la cultura vaquera, el traje de Charro. El traje de charro era el traje nacional para montar a caballo, por lo tanto era usado con ese propósito por las elites mexicanas.
En el pasado se entendía que existían por lo menos tres tipos de Charros:
- El Charro ranchero - el hombre de a caballo que vive en el campo, vaquero y campesino, que usa el traje de cuero toda su vida y con el cual va al trabajo cotidiano y a las fiestas domingueras y con el cual duerme sobre su noble bestia.

- El Charro guerrillero - es el mismo tipo anterior pero convertido en combatiente. El espíritu combatiente de los rancheros mexicanos los convierte automáticamente en cada revuelta militar revolucionaria o conservadora, en el coheficiente más importante de los levantamientos populares.

- El Charro citadino - el aristócrata o rico que cultiva en las ciudades el arte de montar a caballo - un catrín, tipo elegante y refinado, aficionado al traje nacional.

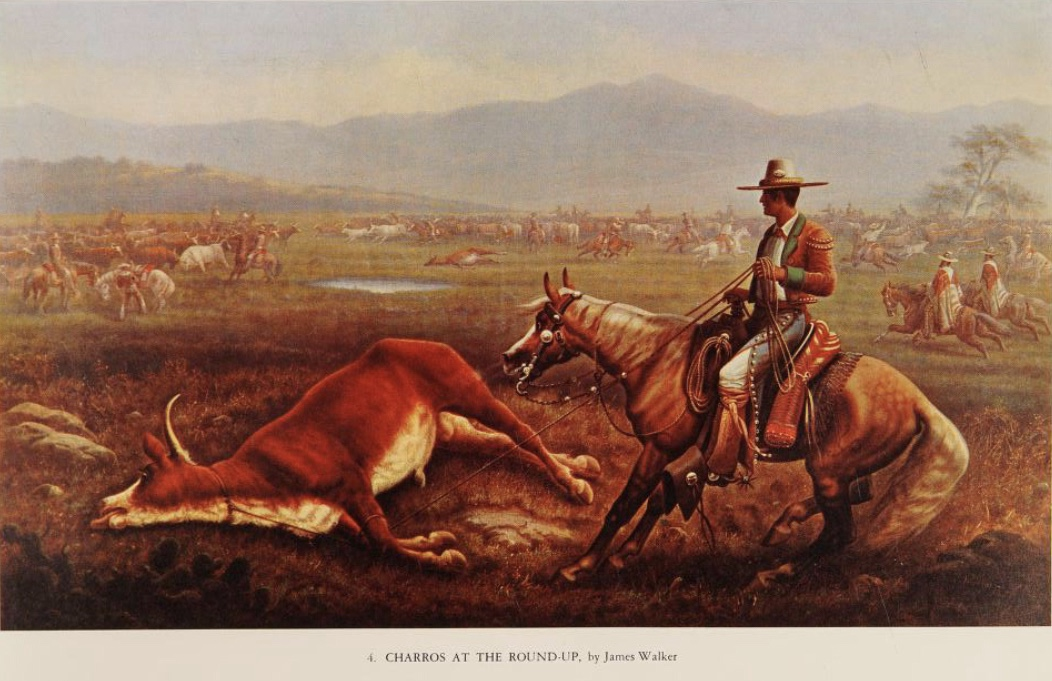
Charro ranchero trabajando de vaquero
Charro guerrillero
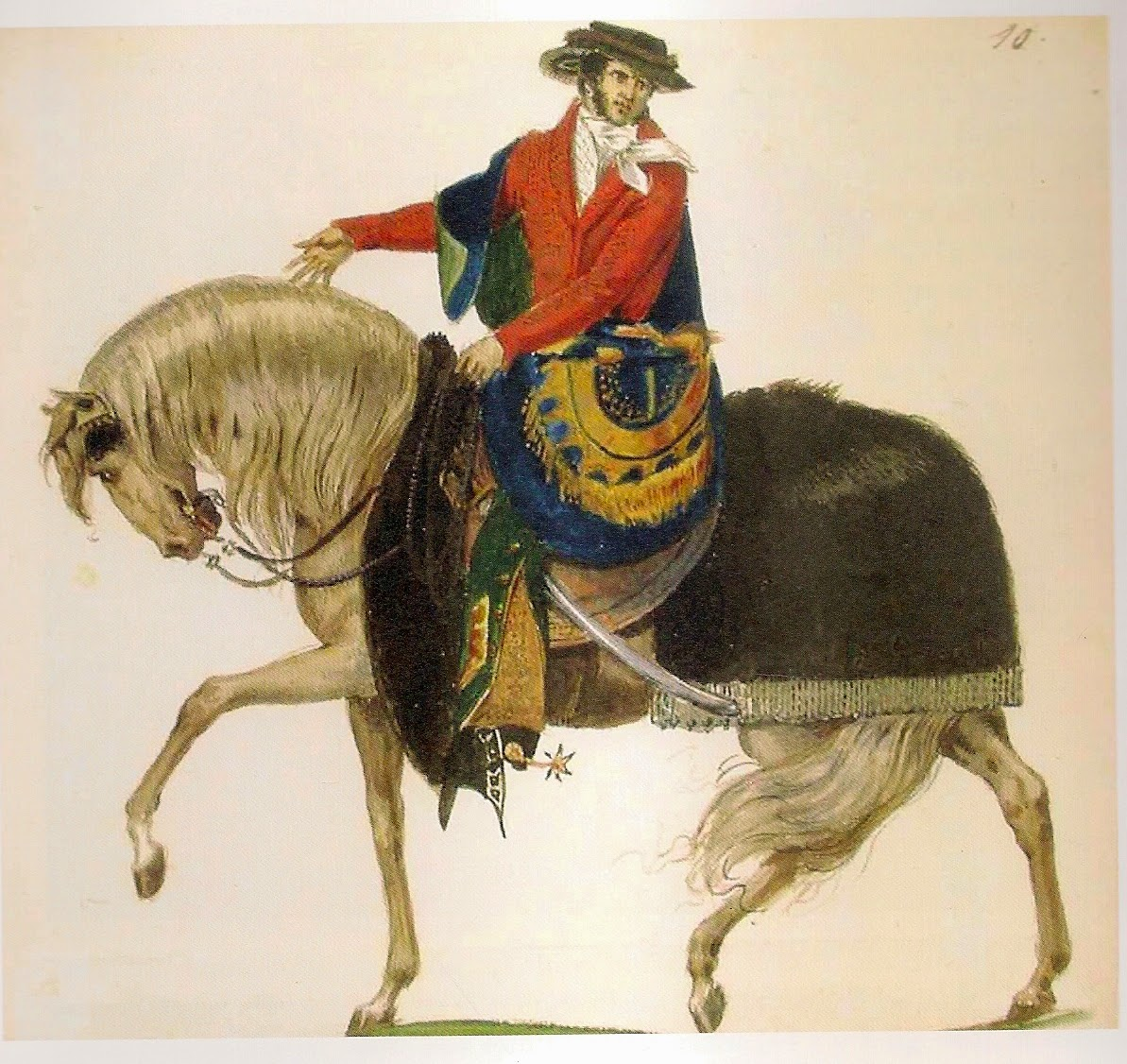
Noble mexicano vestido de Charro

En 1824, el escritor y explorador británico, Edward B. Penny, detalló que en la Ciudad de México, Charro era el aficionado al traje nacional: 

“El equipamiento de un Charro, el nombre que se le da a un aficionado al traje nacional tanto de él como de su caballo. . .”

 En el artículo —Costumbres y Trages Nacionales: Los Rancheros— publicado en 1844, el autor, Domingo Revilla, llama Charros a los Rancheros de Jalisco que pueden colear un toro apeándose del caballo en plena carrera, dando entender que Charros eran aquellos Rancheros de Tierra Adentro que eran muy diestros en las faenas vaqueras:

“Uno más resgoso hay por Jalisco, y es el de que en la violencia de la carrera, toma el Charro la cola al toro, echa pie a tierra, y lo hala botándolo al suelo. El caballo, unas veces se para en medio del llano, y otras sigue a su amo; tan acostumbrado así está.”

 El mismo Revilla publicaría dos años después, en la —Revista científica y literaria de Méjico— en 1846, otro artículo titulado —Escenas del Campo: Un Coleadero— acerca del coleo, donde llamaría dicha forma de colear (apeándose del caballo en plena carrera) como, “A la Charrada”, y preguntándose sobre el origen del Coleo, llama “Charros” a los jinetes de Sudamérica, los Gauchos:

“Acerca de donde tuvo origen el arte de colear si puede llamarse arte, hablando con propiedad, no cabe duda que fue en esta parte de América, que se llama Nueva España; pues aun cuando de la antigua se trajeron el toro y el caballo, no se sabe que allí se hayan dedicado a tan riesgoso ejercicio, aunque los españoles fueron los primeros que en Santiago Tlaltelolco jugaron con unos toros. Tampoco en América del Sur se sabe que se hayan dedicado a colear, con todo y que en ella se han manifestado muy diestros en otras operaciones del campo sus Charros, conocidos con el nombre de guachos [sic pro gauchos].”

 En 1844 se publicó la versión traducida al español del libro —Viage á Méjico— del noble francés, Mathieu de Fossey. En dicha traducción, el traductor utilizó el nombre de Charros para describir a una cuadrilla de picadores vestidos al usanza nacional durante una corrida de toros:

“A la sazon llamó á la lid otra tercera señal á los picadores, vestidos estos nuevos combatientes como los Charros de tierra adentro, esto es con calzoneras, chaqueta de cuero y botas vaqueras. . .”

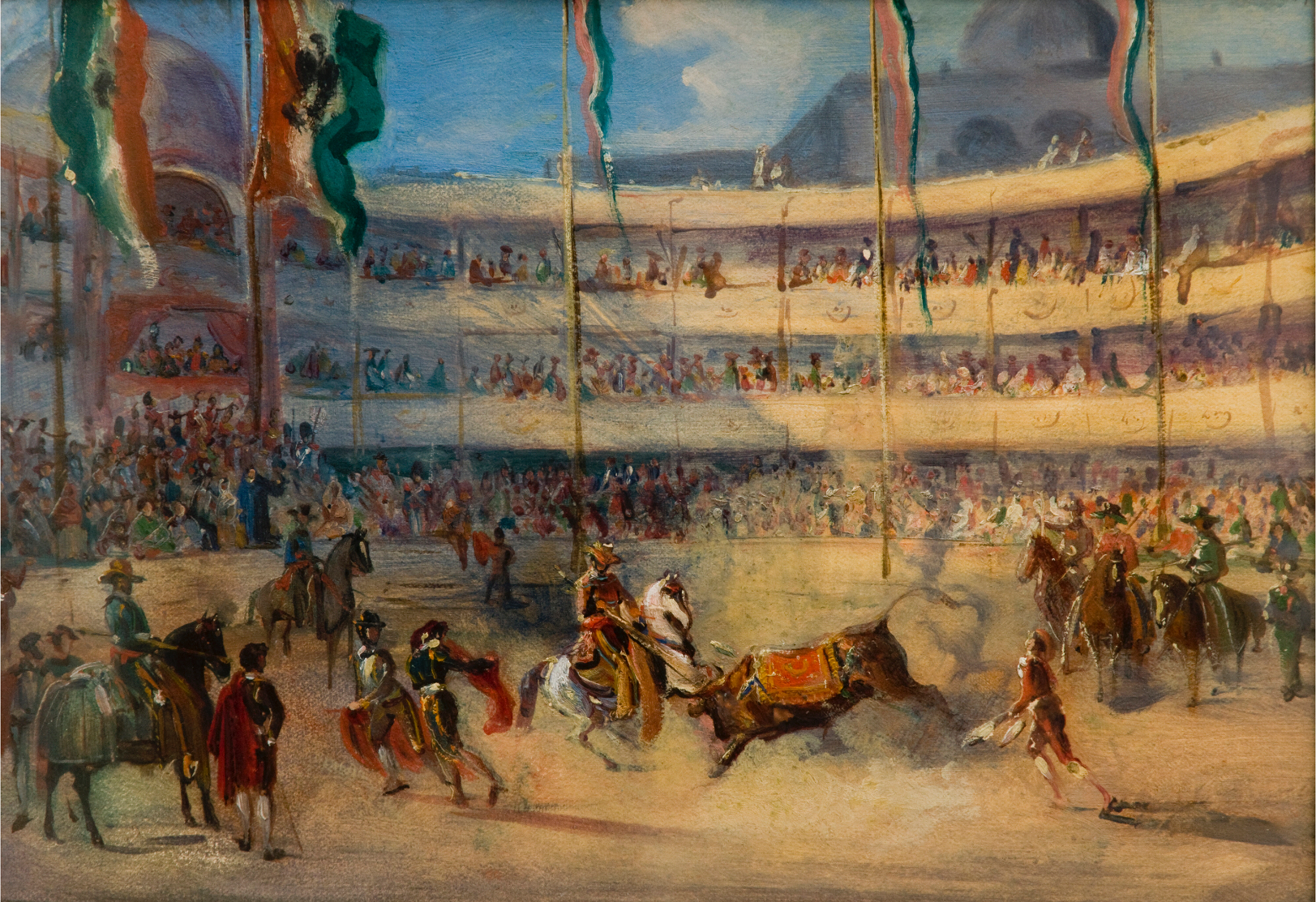
Corrida de toros en la Ciudad De México (1831), en donde los toreadores o picadores andan vestidos de Charro, o sea como los Vaqueros de Tierra Adentro; esto es con calzoneras de cuero abiertas de los lados, Cotona o chaqueta de cuero, y botas de campana

Pero en la versión original en francés, el autor, Mathieu de Fossey, jamás utilizó el término Charro sino que menciona que los picadores iban vestidos como los vaqueros del país:

“Dans ce moment, un troisième signal appela dans la lice les picadors ou toreadors à cheval. Ces nouveaux combattants sont vêtus comme le sont les vachers du pays: culottes et justaucorps de peau, bottes de cuir.” (En este momento una tercera señal convocó a los picadores o toreros a caballo a la lid. Estos nuevos combatientes van vestidos como los vaqueros del país: calzoneras y casacas de piel y botas de cuero.)

 Esto nuevamente nos demuestra que Charros eran los Vaqueros, específicamente aquellos de Tierra-Adentro, del Bajío e interior del país.
En otro artículo titulado —Los Coleadores— publicado en 1844 en —El Liceo Mexicano— el autor anónimo, de igual manera llama Charros a los Vaqueros de Tierra Adentro, preguntando si son mejores que los vaqueros del Mezquital: 

”Las conversación, cuestiones y disputas se versaban en unas sobre la política, la economía, menudeo, presente Guerra, crónica escandalosa de algunas damas y personajes; y en una de esas mesas ¡cosa extraña! sobre literatura, caballos, coleaderos, y no se que más […] Aquí y acullá se disputaba con acaloramiento; quien hablaba de sus campañas en que aparecía más grande que Federico y Napoleón […] Quién  era más liberal y patriota que Washington y Morelos […] y quien más diestro y ágil a caballo que Franconi o el mejor Charro de tierra dentro o Baquero del Mezquital.”

 Pero, más adelante, usa el término Charro de manera peyorativa al llamar Charros a los hombres de la ciudad que no saben colear ni lazar, pero que visten el traje de Charro pretendiendo ser Vaqueros, por pura afición a la cultura ranchera.
En un artículo publicado sobre México en 1845 en el —Semanario Pintoresco Español— el empresario español, Vicente Calvo, aludió a esto explicando que Rancheros son las gentes del campo, pero que en la ciudad se les llama también “Rancheros” a los hombres ricos que visten, por puro capricho o gusto, el traje de esas gentes: 

RANCHERO: Bajo este nombre se indica en lo general á todo habitante de los campos, pero restringiendo más la acepción de la palabra, se aplica á los que usan el traje imitado, pero lujoso, de un Ranchero, es decir, un vecino rico de cualquiera lugar que ha querido vestirse como un campesino. Hay personas agenas de esta profesion, que por gusto ó capricho le visten, aunque, esto no es ya comun desde que entre los mejicanos domina la moda de imitar á los extranjeros.

 En la misma traducción del libro —Viage á Méjico— de Mathieu de Fossey, la traducción menciona que en el paseo de la Ciudad de México abundan los jinetes que aún preservan el traje antiguo de Charro o Payo, pero en la versión original en francés, Fossey lo describe como el traje antiguo de los “riches campagnards” o “campesinos ricos”.
Todos estos ejemplos nos demuestran que en México se les llamaba Charros a los Rancheros del Bajío e interior del país o “Tierra Adentro”, pero en las ciudades, específicamente en la Ciudad de México, se les llamaba charros o rancheros a los hombres ricos que solo vestían el traje de Charro por capricho o por pura afición a la cultura ranchera, queriendo pretender ser vaqueros.
Niceto de Zamacois describió con más detalle al Charro mexicano en 1855, en un artículo sobre la fiesta y concurrencia en la Villa de Guadalupe: 

“Pero entre multitud de carruajes de distintas hechuras y de personas de todas clases que en buenos caballos unas y en malos otras, se dirigen á la Villa, ved al Charro mejicano, á ese hombre que parece que le han clavado á la silla según lo firme y bien sentado que va en ella. ¿Qué traje mas propio para montar á caballo que el suyo? Los extranjeros lo miran con ínteres y gusto, y aplauden entre sí la feliz idea del que lo inventó, en tanto que muchos mejicanos lo olvidan por adoptar modas extranjeras que todo serán menos buenas para montar. Vedle, repito, vestido verdaderamente de Ranchero, esto es al uso enteramente nacional del campo, con calzoneras abiertas con botonadura de plata, dejando ver un ancho calzón blanco, sujetado este un poco mas abajo de la rodilla por la bota de campana bordada de colores que cae hasta cubrir cási enteramente el pié y asegurada por una hermosa liga, entre la cual y la bota lleva un cuchillo en baina de acero, para cortar la reata; su airosa cotona de cuero café que apenas llega á la cintura, y sobre cuyos hombros y espalda cuelgan porcion de alamares de plata; su redondo sombrero jarano de anchas alas galoneadas con cinta de oro, grandes chapetas de plata, gruesa toquilla de oro con amarres de plata, su encarnado ceñidor de seda con borlas de oro caídas hácia atrás, una riquísima manga de paño morado galoneada del mismo metal y colocada sobre la cabeza de la silla guarnecida también de plata, bien sentado sobre un arrogante caballo obediente á la brida, cubierta la redonda anca del brioso animal con una vistosa anquera, llevando la temible reata en los tientos y la espada colgada de la cabeza de la silla y colocada debajo de la pierna para que no vaya molestando con el movimiento del caballo.”

### Otros usos del término
Si bien la palabra charro se originó como un término despectivo sinónimo de bobo, zafio, paleto, palurdo, rústico, de mal gusto, recargado de adornos, la palabra ha venido evolucionando de manera independiente en distintos países. En España, por ejemplo, pasó a significar un gentilicio para el aldeano de la Provincia de Salamanca. En dicha provincia, autoridades, académicos y sociedad civil salmantinas han venido cabildeando para que la Real Academia Española elimine las acepciones peyorativas de «recargado de adornos» y «de mal gusto» del diccionario, eliminando asi toda acepción despectiva, por considerarlas ofensivas y arcaicas para los habitantes de la provincia. Sin embargo, en la mayoría de Hispanoamérica el término aún conserva su connotación despectiva y negativa, como algo malo, de mal gusto, cursi o chabacano. Por el contrario, en México el significado de la palabra es completamente opuesto, evolucionando desde el siglo XIX a significar el «jinete del campo» (el ranchero), «magnífico jinete», «hábil vaquero», «un diestro en las faenas del campo», «un diestro en el manejo del lazo», «elegante» y «hermoso»; derivado del concepto favorable del ranchero mexicano, por su destreza ecuestre y vaquera.

## Oficios
Los oficios que ejercían los Charros en el campo, dentro y fuera de las haciendas, eran diversos. En las haciendas, en donde el trabajo era jerárquico, los Charros se dedicaban principalmente a la vaquería y al cuidado de las manadas de caballos salvajes, como vaqueros, caporales, caballerangos, domadores, y mayordomos. Fuera de las haciendas, el Ranchero podía dedicarse al oficio de arriero, transportando mercancía; al oficio de mesteñero, cazando caballos mesteños (caballos salvajes sin dueño) en las inmensas praderas del país, para después venderlos en las grandes ciudades y poblaciones; como Ciboleros, cazando “toros cíbolos” (búfalos); o como soldados en la caballería irregular del ejército. O bien, podían dedicarse a cultivar la tierra y criar su pequeño rebaño en las tierras que arrendaban del hacendado, o en el menor de los casos, en su propia propiedad. En muchos otros casos, el Charro, también se dedicaba, aunque no era propiamente un oficio, al bandidaje, como salteador de caminos. En su texto —Buffalo Hunt in Northern Mexico (1879)— el general, abogado y escritor estadounidense, Lewis Wallace, escribió sobre el Ranchero, relatando:

Un Ranchero es un hijo independiente del suelo mexicano, generalmente un arrendatario de tierras, siempre dueño de un caballo, sobre el cual se puede decir que vive y existe. Hoy vaquero, mañana soldado, esta semana jugador, la próxima un bandido —con todos sus pecados, y son como sus cabellos en número, tiene una excelencia suprema: no podrás igualarlo en el mundo como un jinete, ni aunque pongas contra él al más incomparable de los caballeros con turbante del jereed. Una vez tuve la fortuna de ver a mil rancheros, vestidos de fiesta y a caballo, correr para encontrarse con el presidente Juárez, en ese entonces en camino a comenzar su campaña final contra los desventurados Habsburgo. Literalmente brillaban con plata: plata en la silla y las bridas, plata en la chaqueta y los pantalones, plata en los sombreros, plata en los tacones; y, mientras con ¡Vivas! largos y entonados estridentemente, y golpes de espuela despiadados y enloquecedores, hacían avanzar precipitadamente a sus “mustangs” (los más selectos de los rebaños salvajes), el espectáculo era lo suficientemente conmovedor como para haber rejuvenecido al más viejo atamán de los Cosacos.

OFICIOS DE LA HACIENDA:
- VAQUERO - El oficio de vaquero era el más bajo, junto al campesino indio, en la jerarquía de la hacienda. El oficio de vaquero consistía en cuidar, arrear y pastorear el ganado vacuno, como también de cuidar de las caballadas. Se hacían cargo de herrar, curar y capar al ganado, y de tuzar a los caballos, como también de ordeñar las vacas. Eran también los que llevaban a cabo la cacería de animales, como la del venado, y en aras de proteger los rebaños, también la cacería de animales depredadores como el lobo, coyote, jaguar, puma y osos, todos con la reata. Los vaqueros respondían a las órdenes del Caporal.

- CAPORAL - El Caporal era el capitán de los vaqueros. El oficio de caporal consistía en organizar y liderar los rodeos, los herraderos, y las festividades de la hacienda, como también las cacerías de animales. Los caporales comenzaron siendo vaqueros hasta ser promovidos a caporales. Los caporales eran, pues, más diestros en las faenas vaqueras y en el manejo del caballo. Cada caporal y vaquero tenía su hatajo (grupo de caballos) por colores, siendo los caballos de los caporales los más sobresalientes. El caporal respondía a las órdenes del Mayordomo de la hacienda.

- CABALLERANGO - El caballerango era el cuidador del los caballos, principalmente los del patrón. Su trabajo consistía en cuidar, asear, y preparar los caballos que iban a ser usados durante el día. El caballerango respondía a las órdenes del caporal, o el partrón.

- DOMADOR Y ARRENDADOR - También conocidos como Picadores, eran los encargados de domar y arriendar los caballos. Dependiendo de la región del país, como también de las cualidades del domador y arriendador, el entrenamiento iba a ser distinto; desde una doma rápida por medio de métodos agresivos, como en el norte de México, hasta una doma más elaborada y sin violencia como en el centro de México. Como los Caballos abundaban mucho de manera salvaje en el siglo XIX, el único valor que tenían era el tipo de entrenamiento que recibían, por lo tanto entre mejor el entrenamiento, mayor su precio.

- MAYORDOMO - El mayordomo era el encargado de todos los trabajadores de la hacienda, y se hacía cargo de transmitirles las órdenes del administrador (o hacendado) de la hacienda, al cual el obedecía. El administrador por su parte, administraba la hacienda a nombre del hacendado, quien por lo regular, no vivía en la hacienda.

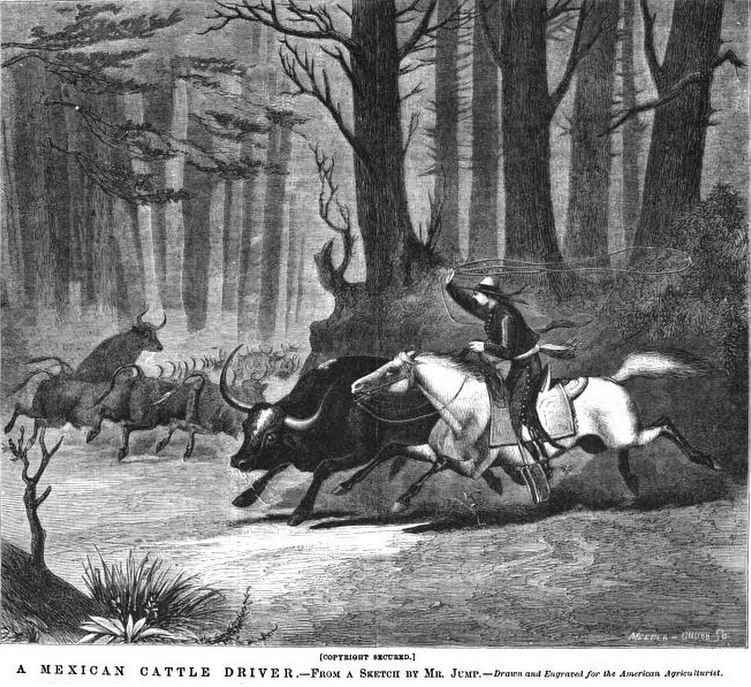
Vaquero Mexicano (1869). El oficio de vaquero era uno de los oficios que desempeñaban los Charros en las haciendas.
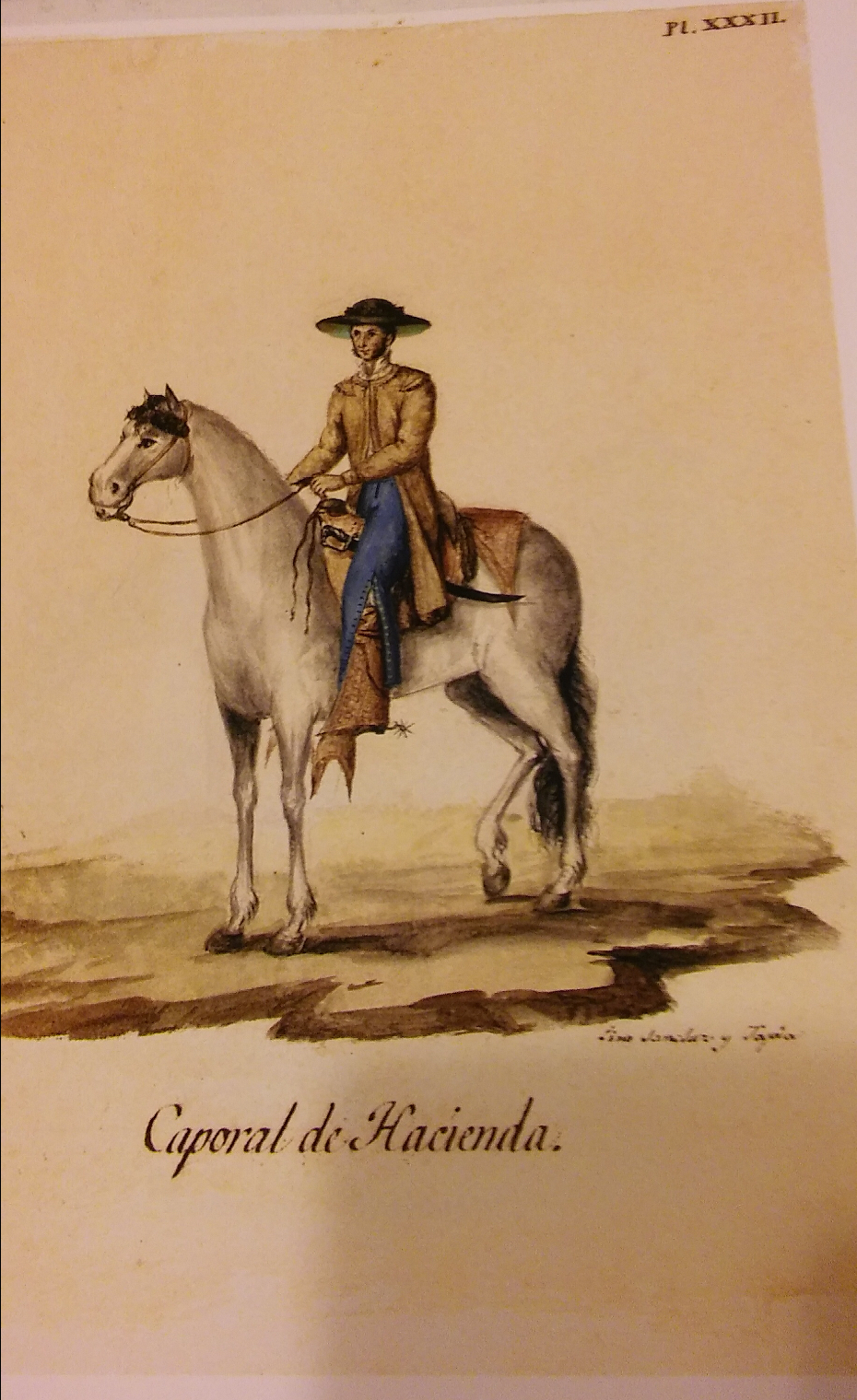
Caporal de Hacienda (1828). El caporal era el capitán de los vaqueros
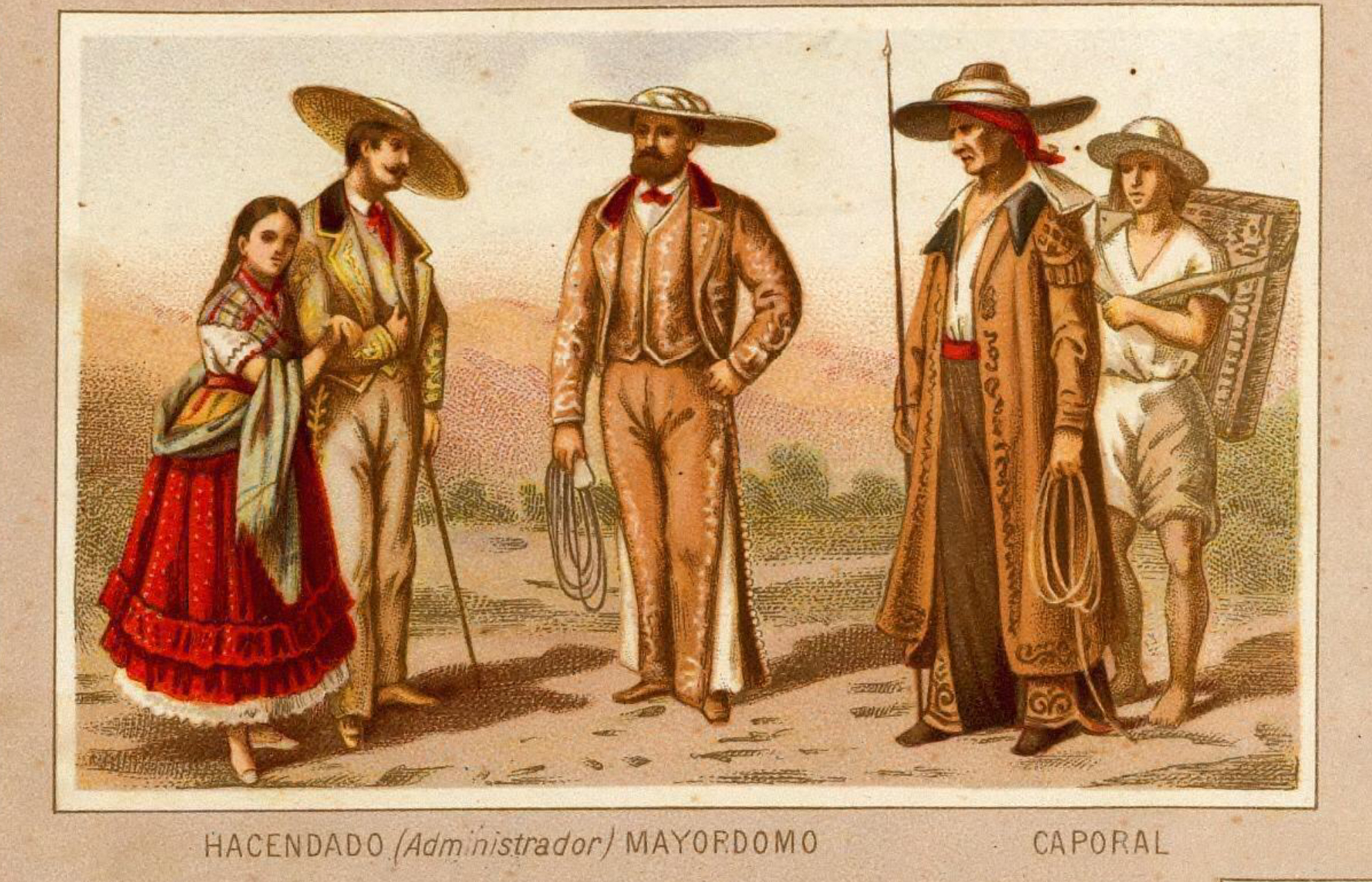
La jerarquía de una hacienda ganadera mexicana.
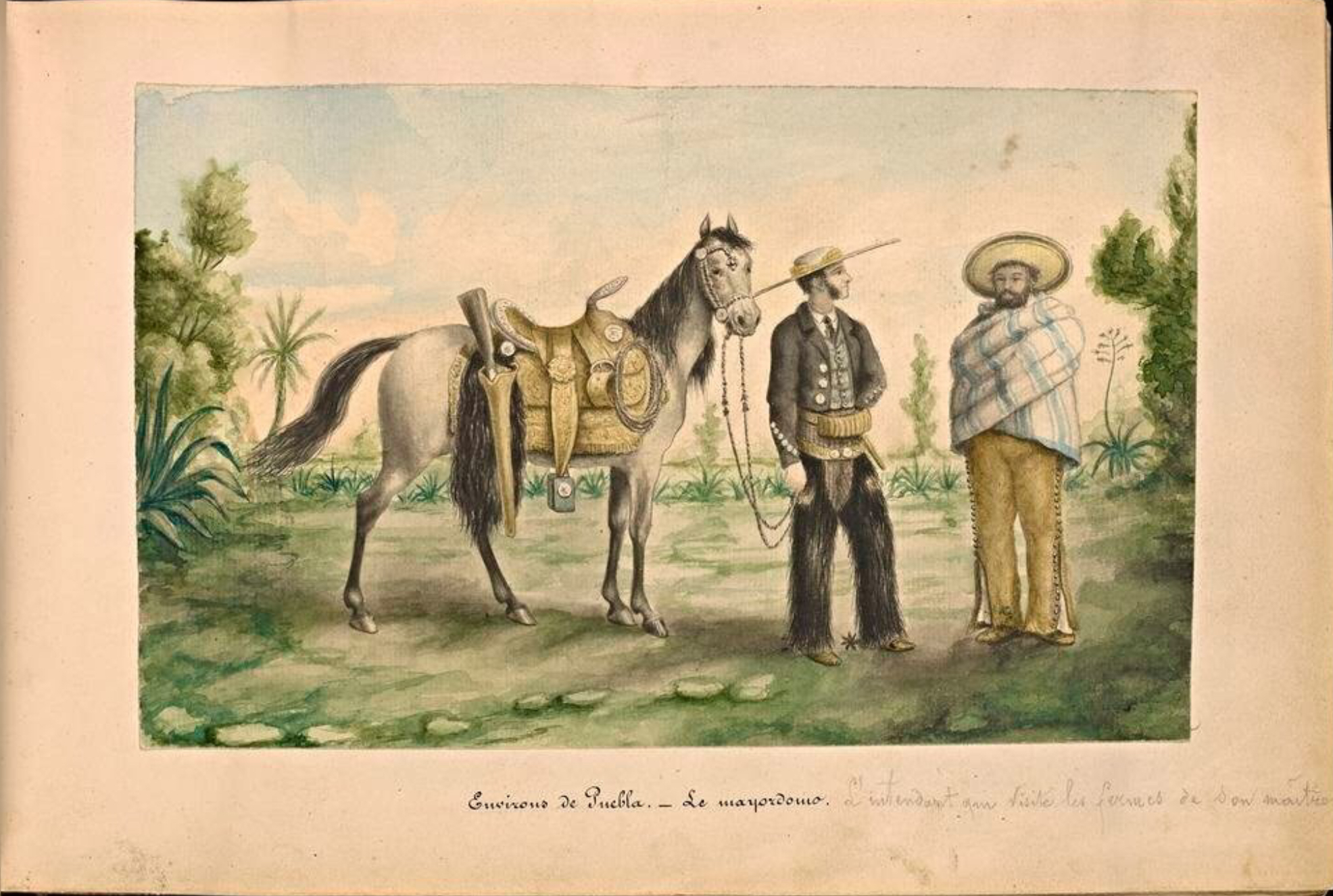
Los Alrededores de Puebla: El Mayordomo (1865). El mayordomo de una hacienda era el brazo derecho del hacendado o administrador.
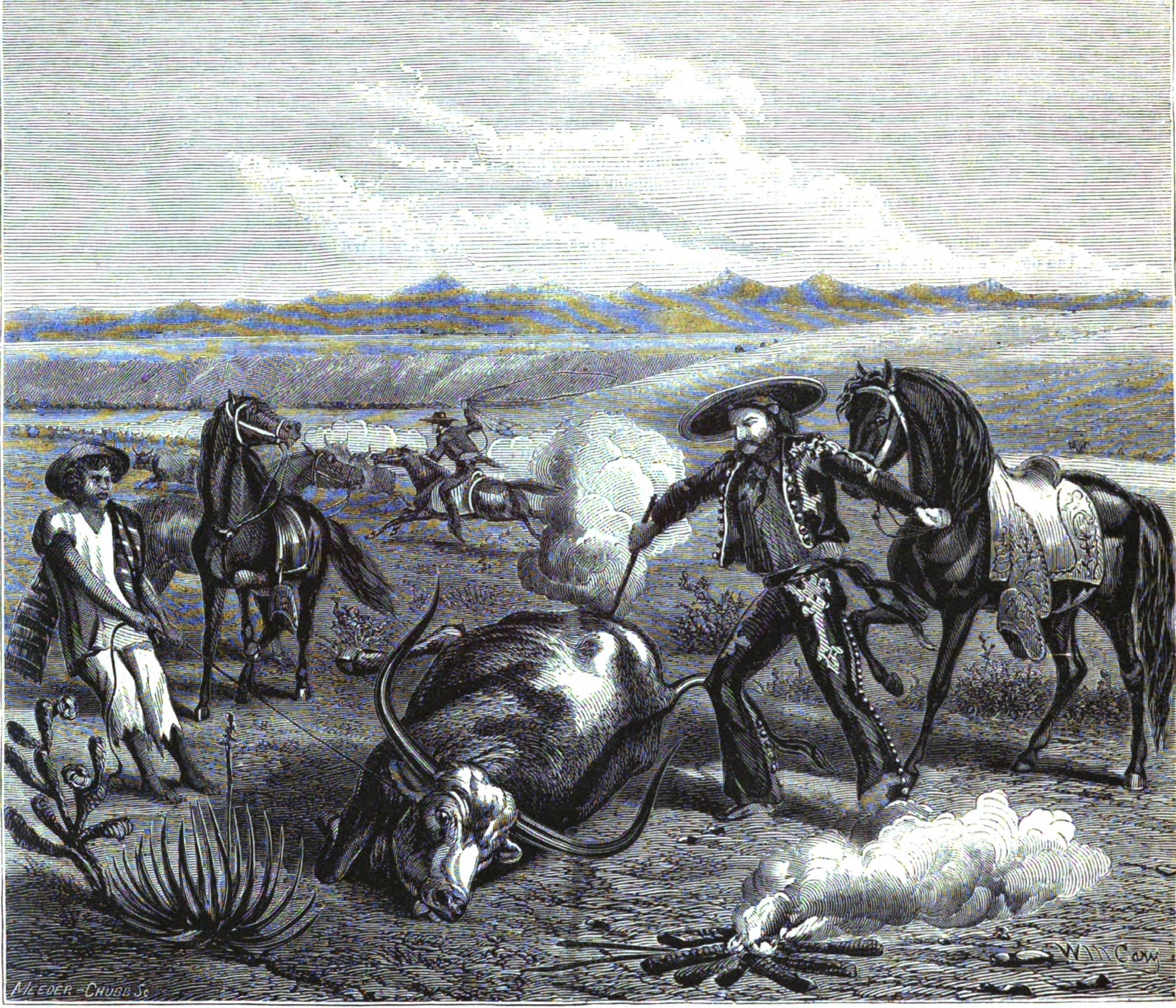
Una de las labores que los Charros llevaban a cabo como vaqueros y caporales eran los herraderos, o la marcación del ganado.
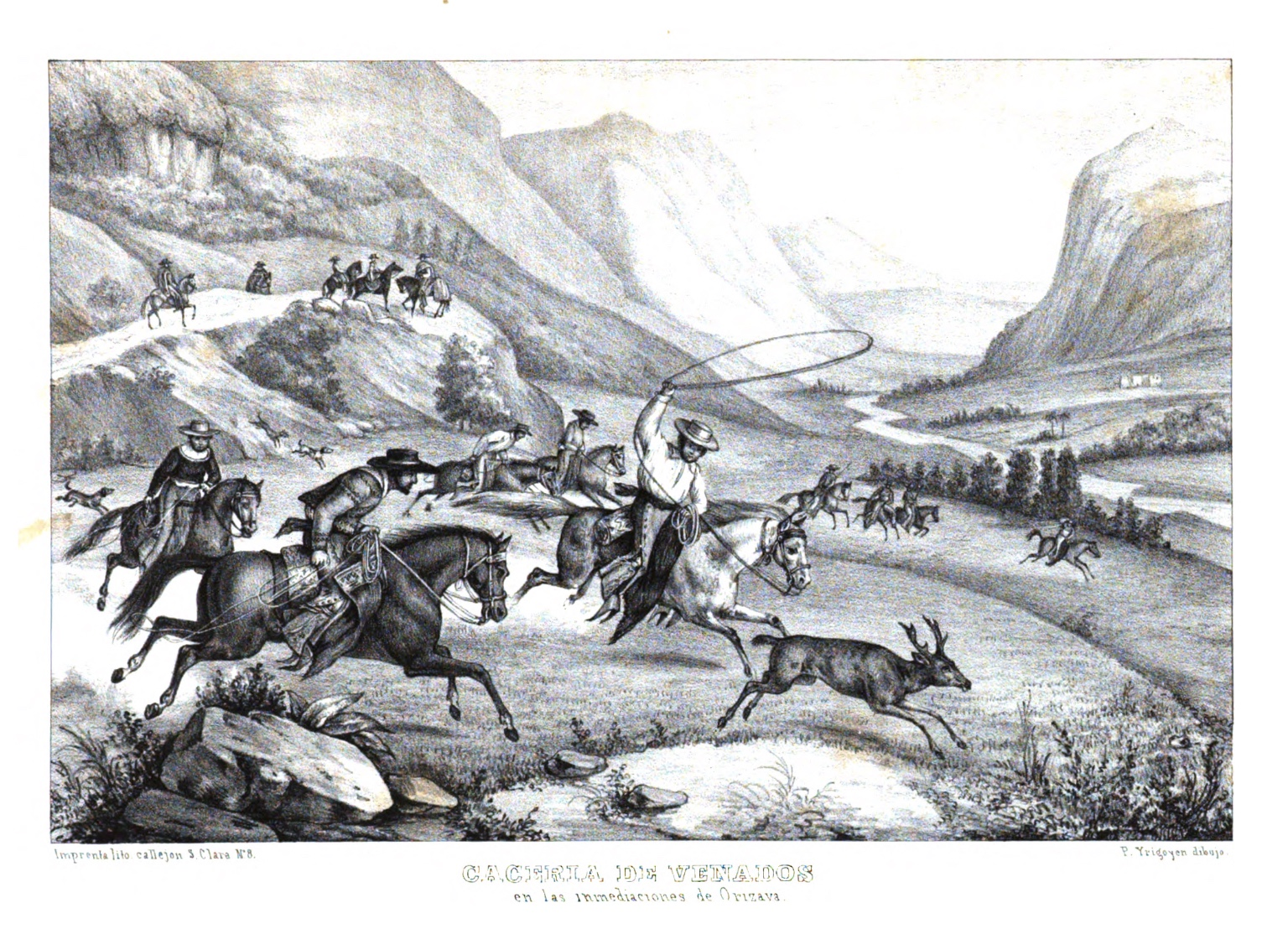
Cacería de venados en Orizaba, Veracruz (1843). Otra labor que los Charros desempeñaban como vaqueros y caporales era la cacería.
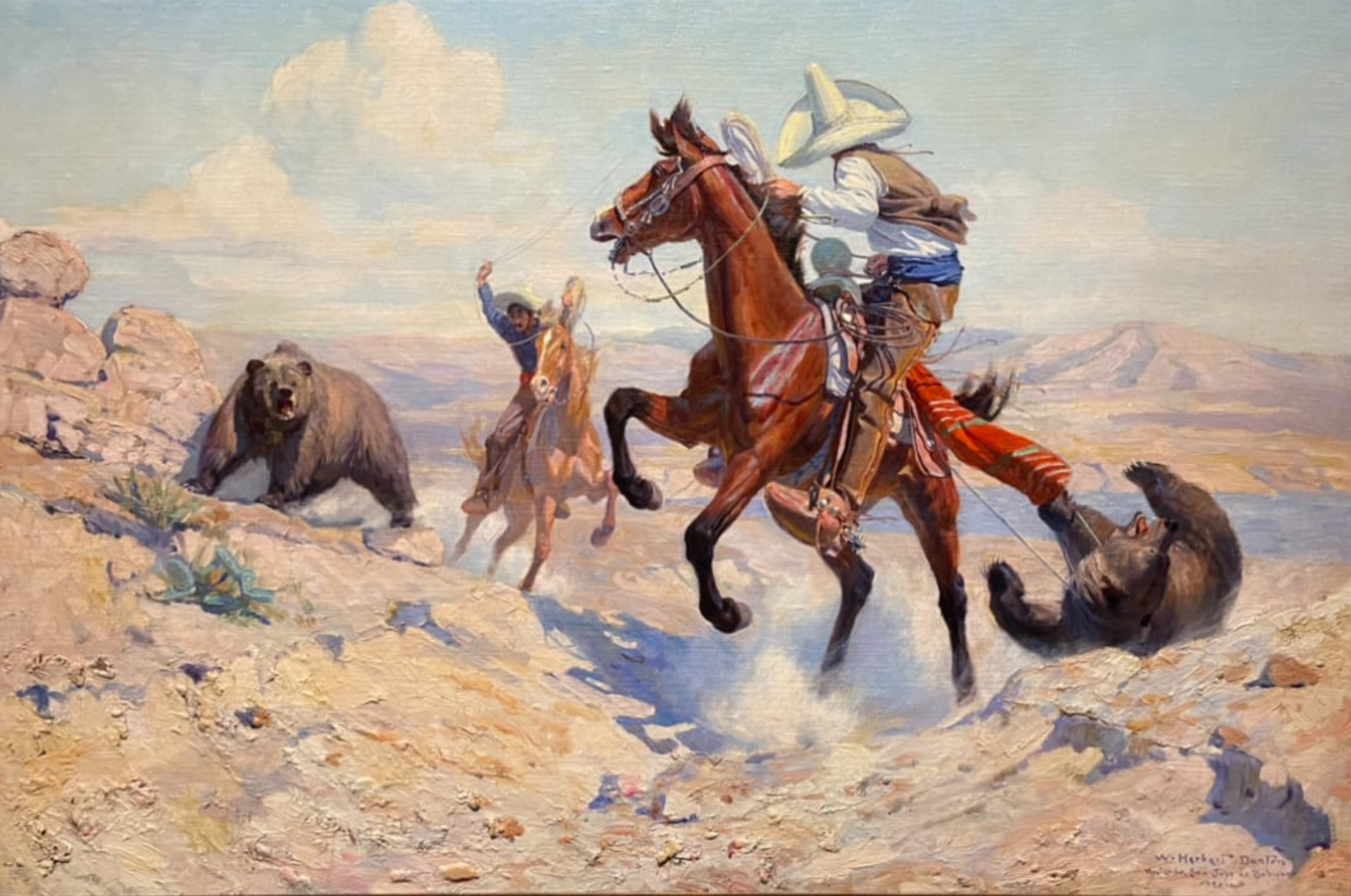
Charros vaqueros lazando osos grizzly en la hacienda San José Babicora en Chihuahua (1912).

FUERA DE LA HACIENDA:
- ARRIERO - El arriero es la persona que tiene como oficio el transporte de mercancías en recuas de mulas de carga, trasladándolas a través de zonas montañosas o sin caminos para diligencia.

- MESTEÑERO - El oficio de mesteñero consistía en cazar los caballos mesteños, o sea los caballos salvajes y sin dueño, para después venderlos en las zonas urbanas del país. La cacería del caballo mesteño se llevaba a cabo a finales de la temporada de lluvias, o después de derretida la nieve, cuando los pastizales retoñaban y cuando los pozos de agua eran reabastecidos. Las grandes cacerías de mesteños se llevaban a cabo en la región que iba desde el norte de Zacatecas en el sur, hasta el sur de Nuevo México en el norte; y de las faldas de la Sierra Madre Occidental en el occidente, a las faldas de la Sierra Madre Oriental en el oriente, en Nuevo León.

- CIBOLERO - El oficio de “cibolero” consistía en cazar búfalos, también conocidos históricamente como “toros cíbolos”. A pesar de que los búfalos llegaron a existir hasta Durango, hacia el siglo XIX, la mayoría de las cacerías de búfalos se llevaban a cabo en Coahuila.

- DRAGÓN - México nunca tuvo una caballería militar formal, pues estaba formada por los mismos Charros de las haciendas, desempeñándose como un ejército formal, o bien, como guerrilleros.

- BANDIDO - Muchos otros Charros preferían el bandidaje que tener un oficio digno. El bandidaje fue uno de los mayores problemas que aquejaron a México desde el siglo XVII.

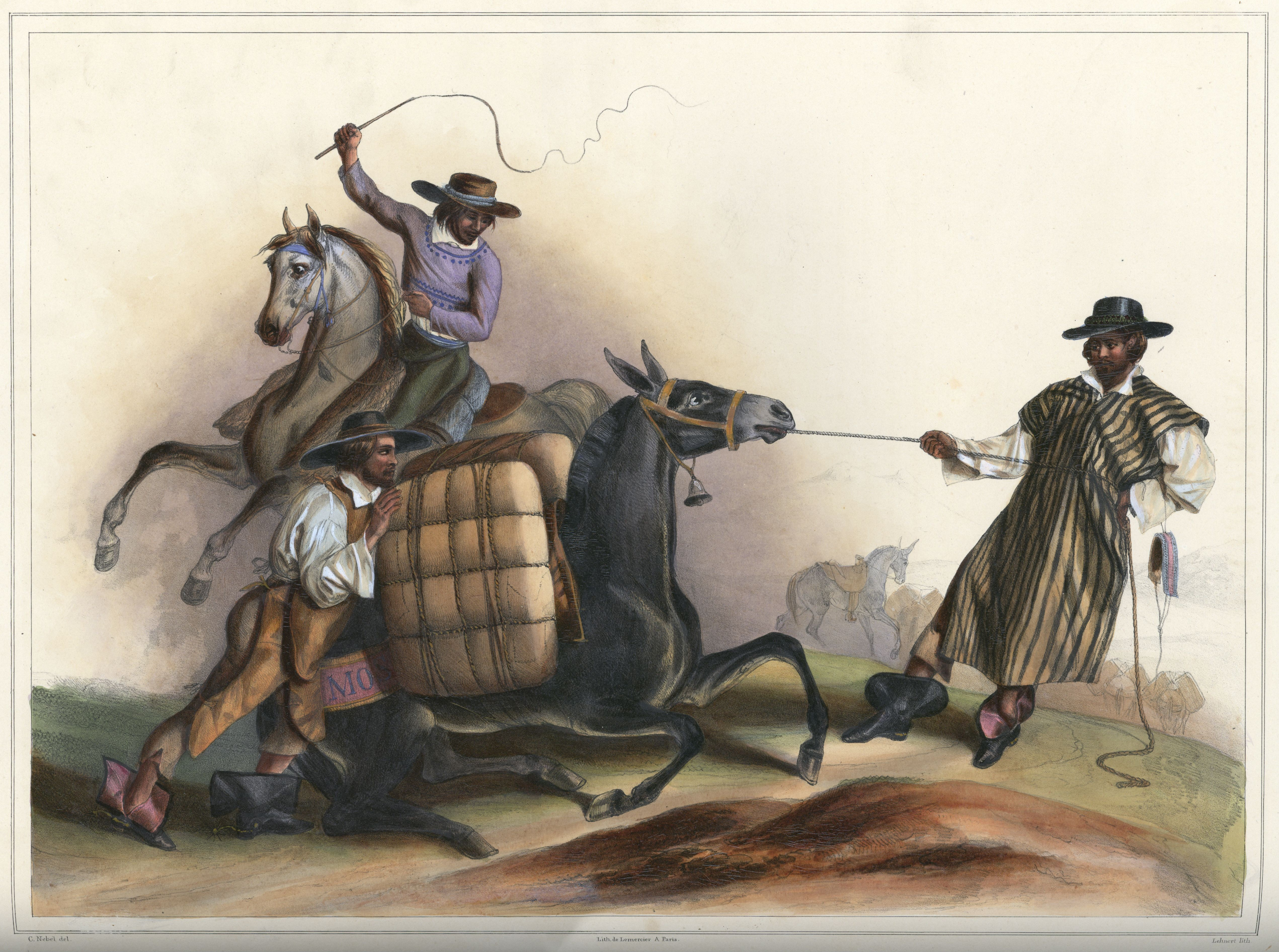
Arrieros mexicanos, 1834
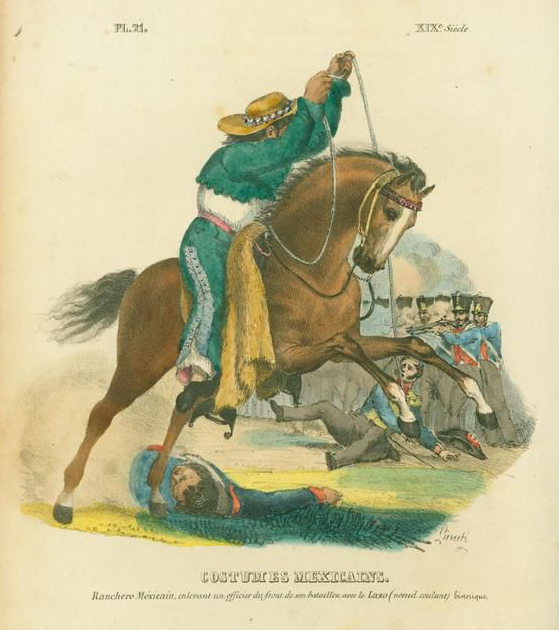
Ranchero lazando un oficial (1828). México nunca tuvo una caballería militar formal, pues estaba formada por los mismos Charros de las haciendas.
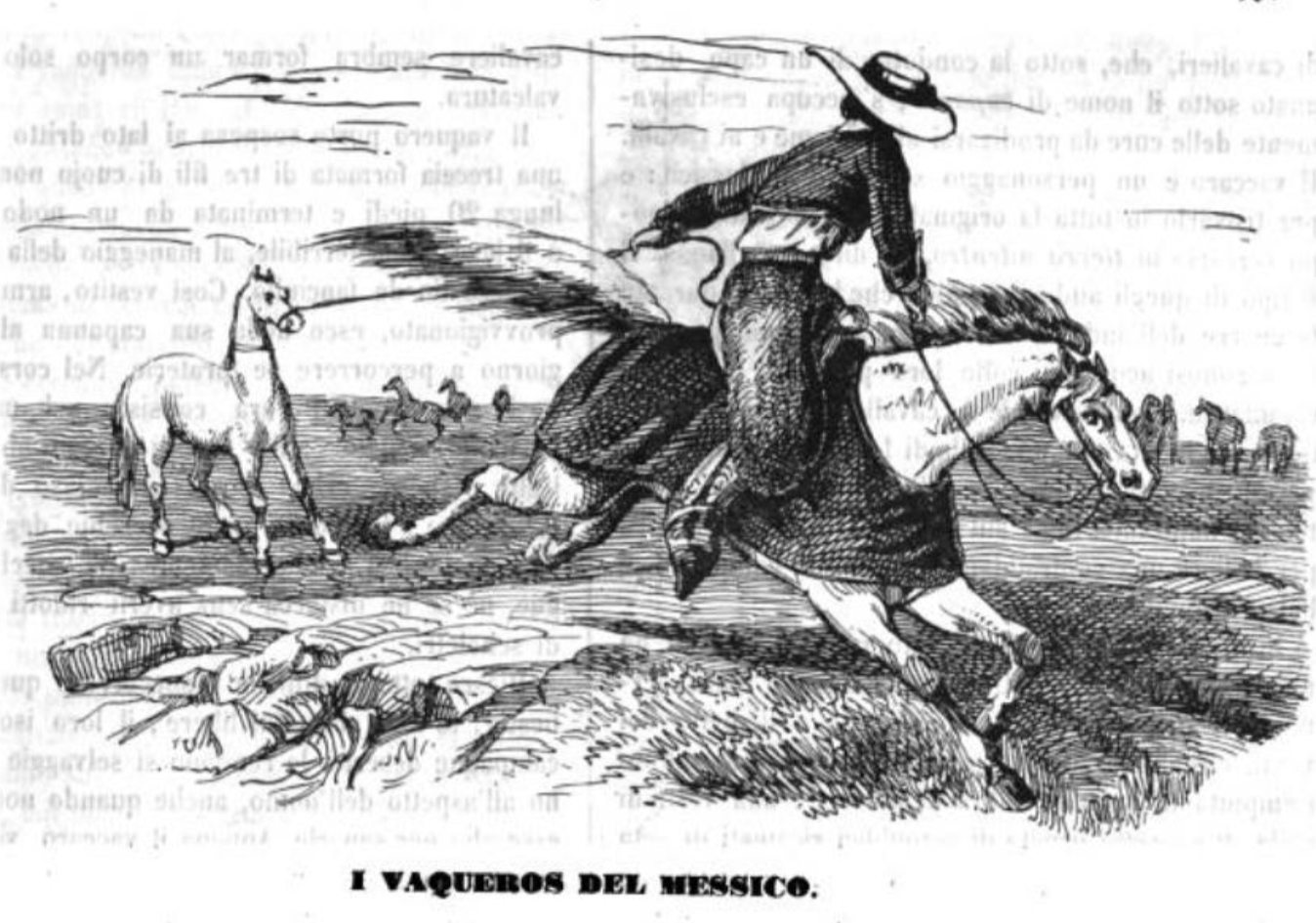
Otro oficio que desempeñaron los Charros fuera de las haciendas era el de Mesteñero o cazador de caballos mesteños (caballos salvajes sin dueño), para después venderlos en las ciudades.
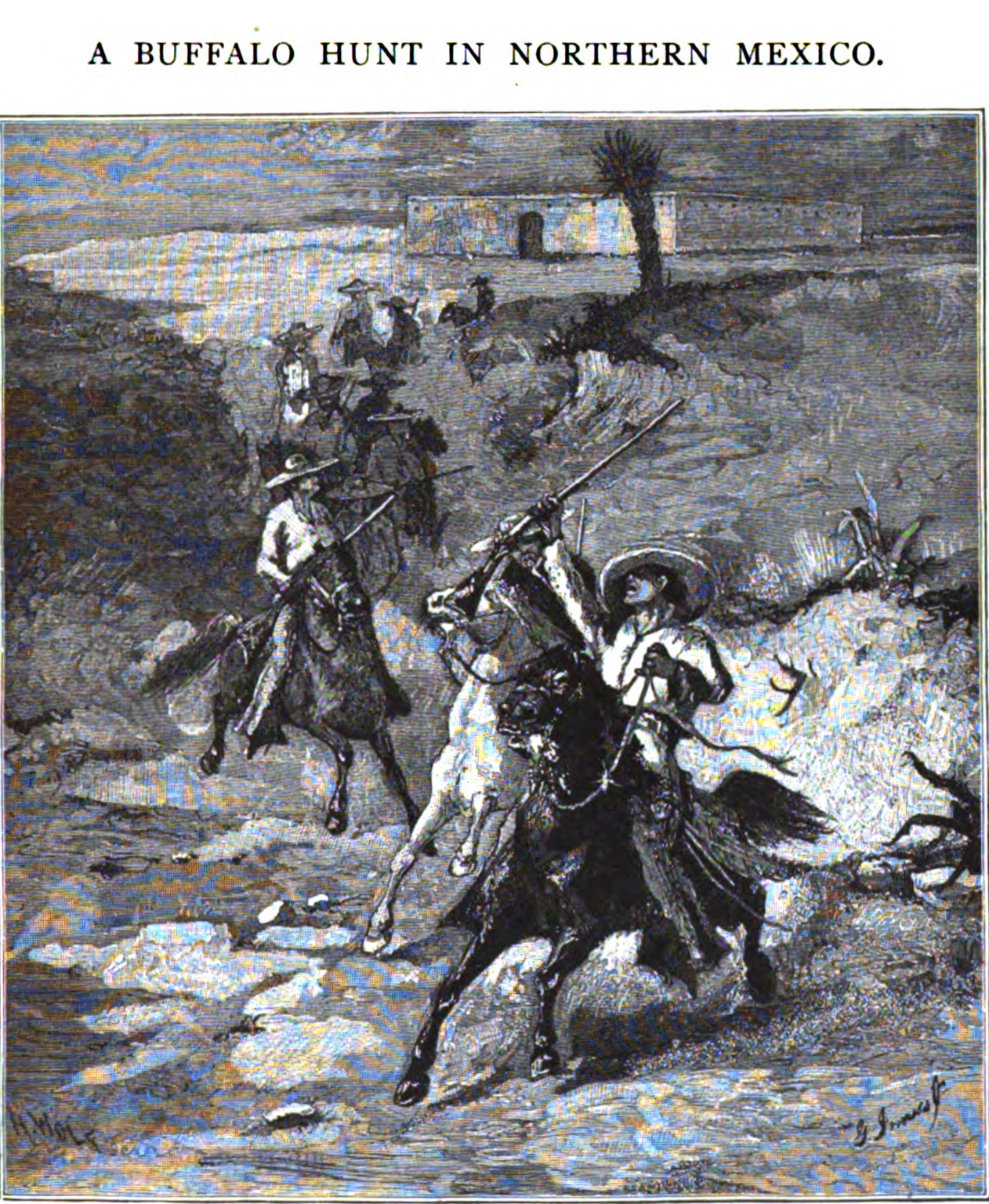
Cacería de búfalos en Coahuila, 1867. Otro oficio que desempeñaron los Charros fuera de las haciendas, era el de cíbolero o cazador de búfalos.
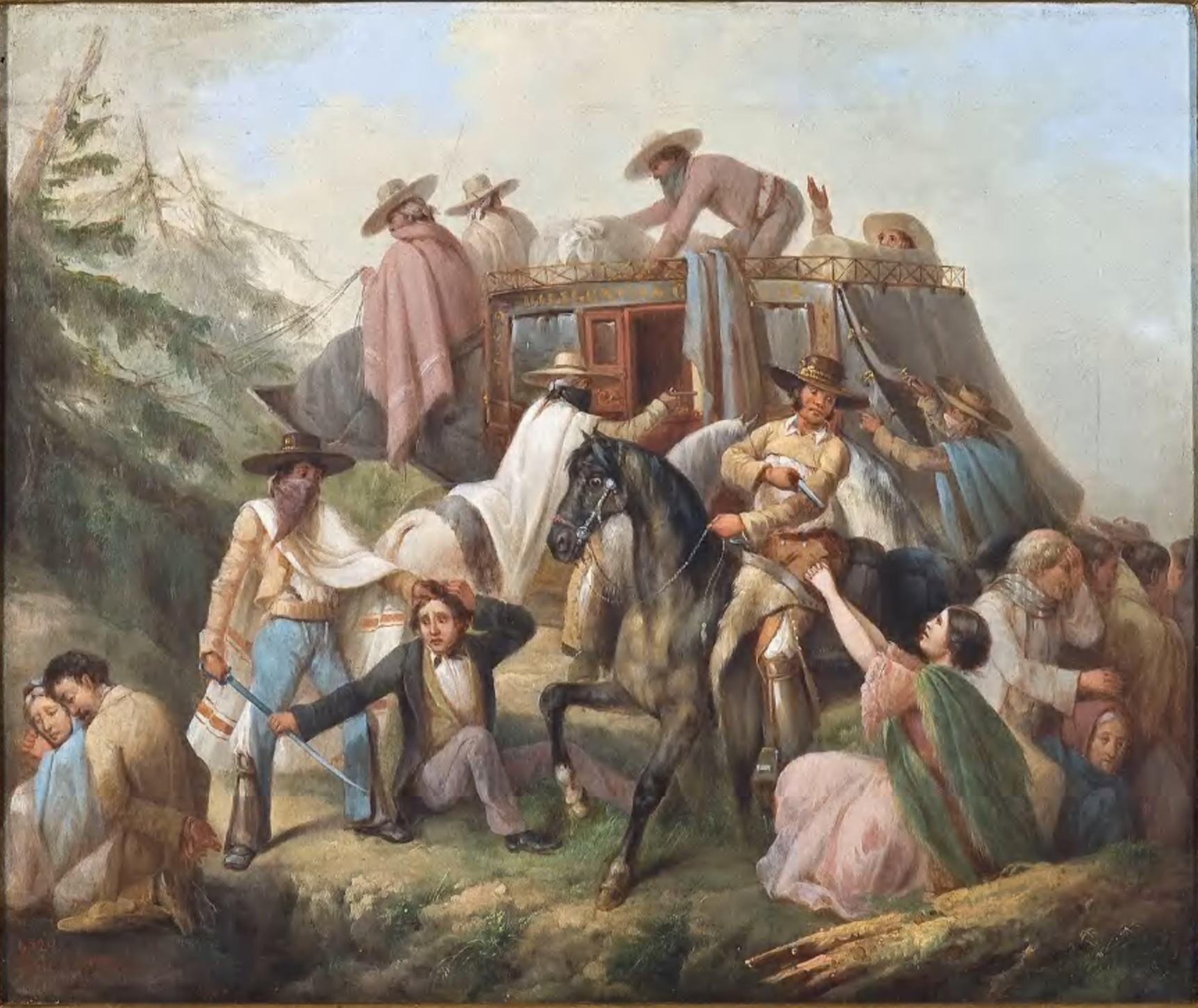
Asalto a una Diligencia, México (1855). Aunque no era propiamente un oficio, muchos Charros se dedicaron al bandidaje.
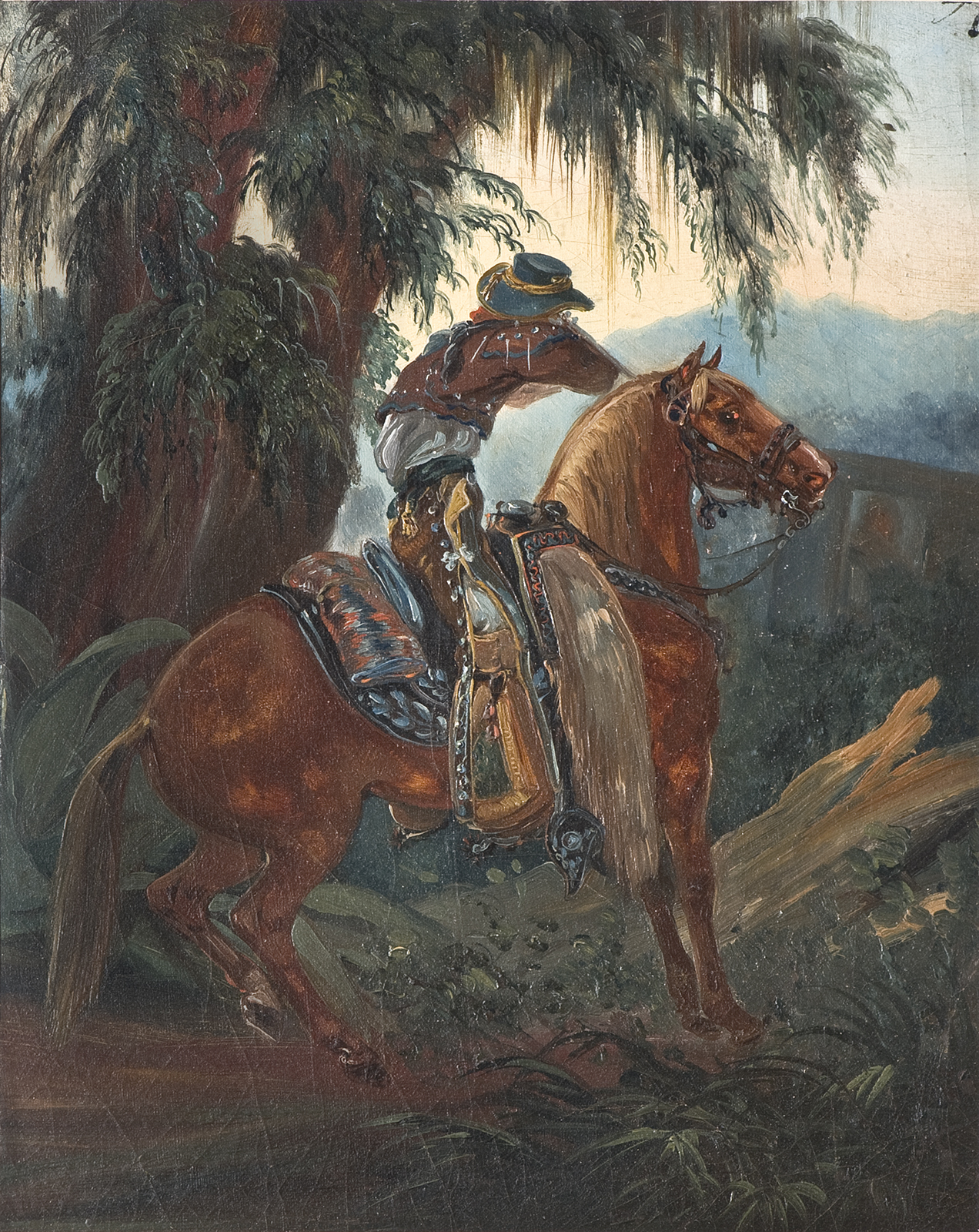
Salteador de diligencias (1831)

## Mitos e Historia popular
Debido al desinterés popular y académico y a la falta de una investigación más profunda y sería, no existe un consenso sobre el origen e historia del Charro y la Charrería. Por lo tanto a lo largo de décadas se han ido creando una serie de mitos y leyendas, y mucha desinformación acerca de ello. 
Dicha historia popular, sin evidencia alguna, indica que:
Tras la independencia de España y con el mestizaje, los mexicanos carecían de una identidad propia. Fue el emperador Maximiliano de Habsburgo el que basándose en la figura del chinaco —hombre del pueblo que peleó en la guerra de la independencia y que participó en la reforma liberal del siglo XIX.
Después de la independencia proliferaron los hombres "de a caballo" propietarios de pequeñas extensiones de tierra, arrieros y arrendadores conocidos como "cuerudos" y posteriormente durante las intervenciones francesas le conocerían como "chinacos"; mientras que a los empleados de las haciendas y algunos independientes se les llamaba simplemente "Mayorales", "Caporales", "Arrieros" y/o "Vaqueros".
Los hacendados ricos gustaban de ornamentaciones similares a las de los aristócratas y de los oficiales de caballería en trajes con un corte totalmente distinto haciendo alarde de sus riquezas, mientras que los jinetes menos acaudalados los hacían adornar con bordados de "pita" proveniente de la fibra del maguey, chumeteado (en hilo de algodón) o con grecas y calados en gamuza.

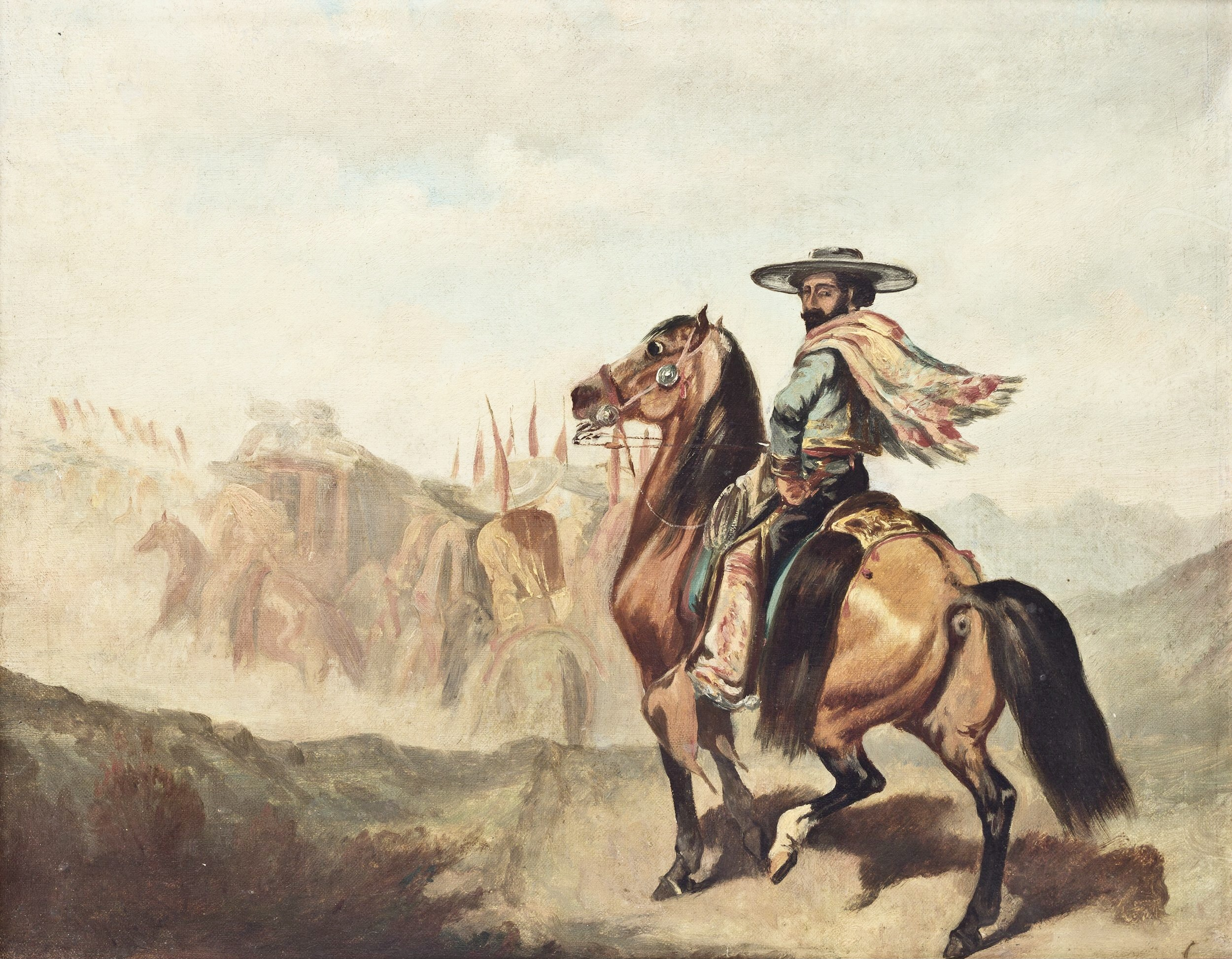
Pintura de un chinaco en el siglo XIX, los guerrilleros liberales mexicanos durante la guerra de Independencia, la Intervención estadounidense y la intervención francesa quienes más tarde influenciaron el charro.

El general Ignacio Zaragoza en 1861, durante el gobierno de Benito Juárez, crea el primer "Cuerpo de Rurales", que eran auxiliares del ejército así como encargados de perseguir asaltantes de caminos y poblados rurales. Durante período de Porfirio Díaz, se caracterizaron por garantizar la seguridad. Eran jinetes muy experimentados y estaban uniformados con trajes de charro de color gris y sombrero. Sus armas las componían el machete, la reata, pistola, carabina de montar y una larga lanza; temibles en el uso de esta última, se dice que "con el lazo y con la lanza se forjó el charro".
Para mediados del siglo XIX, los de a caballo en México se enfrentaron en la guerra de Reforma, algunos de los charros de abolengo se acercaron al príncipe extranjero Maximiliano de Habsburgo, que buscaba rodearse de ellos para integrarse a México y a sus tradiciones, e incluso se le atribuye la modificación al pantalón de charro y el uso de botín en vez de las botas de campana. Por otra parte estaban los plateados, que eran rancheros acaudalados imitando el modo de vestir de los Bandidos de Río Frío, quienes usaban las piezas de plata producto de los bienes substraídos, para sustituir los botones de cuerno y hueso de sus trajes de cuerudos; pero liberales y los chinacos (cuerudos que en las guerras de guerrillas solo combatían por la noche) peleaban por la República.
El Duque de Regla y Marqués de Guadalupe, Don Carlos Rincón Gallardo de Romero y Terreros, Carlos Rincón Gallardo, es considerado como uno de los representantes históricos de la charrería (quien regularmente era invitado a los coleaderos organizados por Maximiliano I de México, en el bosque se Chapultepec) y es antepasado de muchos charros notables y jugadores de polo.
Uno de los personajes históricos más representativos del charro mexicano fue el general Emiliano Zapata, quien aún antes de la Revolución era conocido en la región del Sur de México por ser un extraordinario jinete y arrendador de caballos.
La charrería se originó en el estado de Jalisco, posterior a eso se heredo a los estados de Tlaxcala, Puebla, de México e Hidalgo, y es hacia la década de 1920 con la migración del campo a la ciudad, principalmente hacia las capitales de estos estados, incluso la Ciudad de México, cuando surge la charrería como un deporte reglamentado y se construyen los Lienzos Charros agregando mangas a los ruedos de plazas de toros.

## Traje charro

### Historia
El traje charro tiene su origen en el siglo XVI cuando los guerrilleros liberales también llamados "chinacos" utilizaban este tipo de vestimenta que luego se conocería como traje charro y el traje de los chinacos era de manta y que se ponian cuero encima para protegerlo ya que les estaba prohibido vestirse como españoles,. Los chinacos durante la Independencia de México usaban un sombrero plano parecido al andaluz, Calzón de manta largo cubierto por otro pantalón abierto de los lados exteriores los cuales eran abrochados por una botonadura que dio lugar a la que posteriormente han usado los charros mismos que en aquel entonces tenían una indumentaria similar a la del chinaco, pero más ostentosa. Después de la independencia hubo una mezcla entre el traje típico chinaco con el de la monta inglesa durante los tiempos de Maximiliano (el segundo emperador de México). 
A finales del siglo XIX el traje de charro se convirtió en el nuevo traje de jinete mexicano con el primer charro siendo Ponciano Díaz Salinas (1856-1899), primo de Porfirio Díaz y a principios del siglo XX los que tenían más dinero, utilizaban trajes fabricados con lana, con adornos de plata, y los más humildes utilizaban trajes de gamuza. Luego de la Revolución mexicana esta vestimenta se "democratizó" y pasó a ser el atuendo nacional. Durante la época de oro del cine mexicano, el traje de charro se popularizó ampliamente con grandes estrellas que portaban este traje, como Pedro Infante y Jorge Negrete. Hoy el traje de charro es visto como un símbolo representativo de la cultura mexicana. El atuendo y otras imágenes de charro típicamente se incorporan en los anuncios turísticos y se han convertido en uno de los "emblemas de identidad mexicana más universalmente reconocidos en todo el mundo". El traje de charro se puede usar para expresar orgullo por la herencia mexicana.

### Descripción

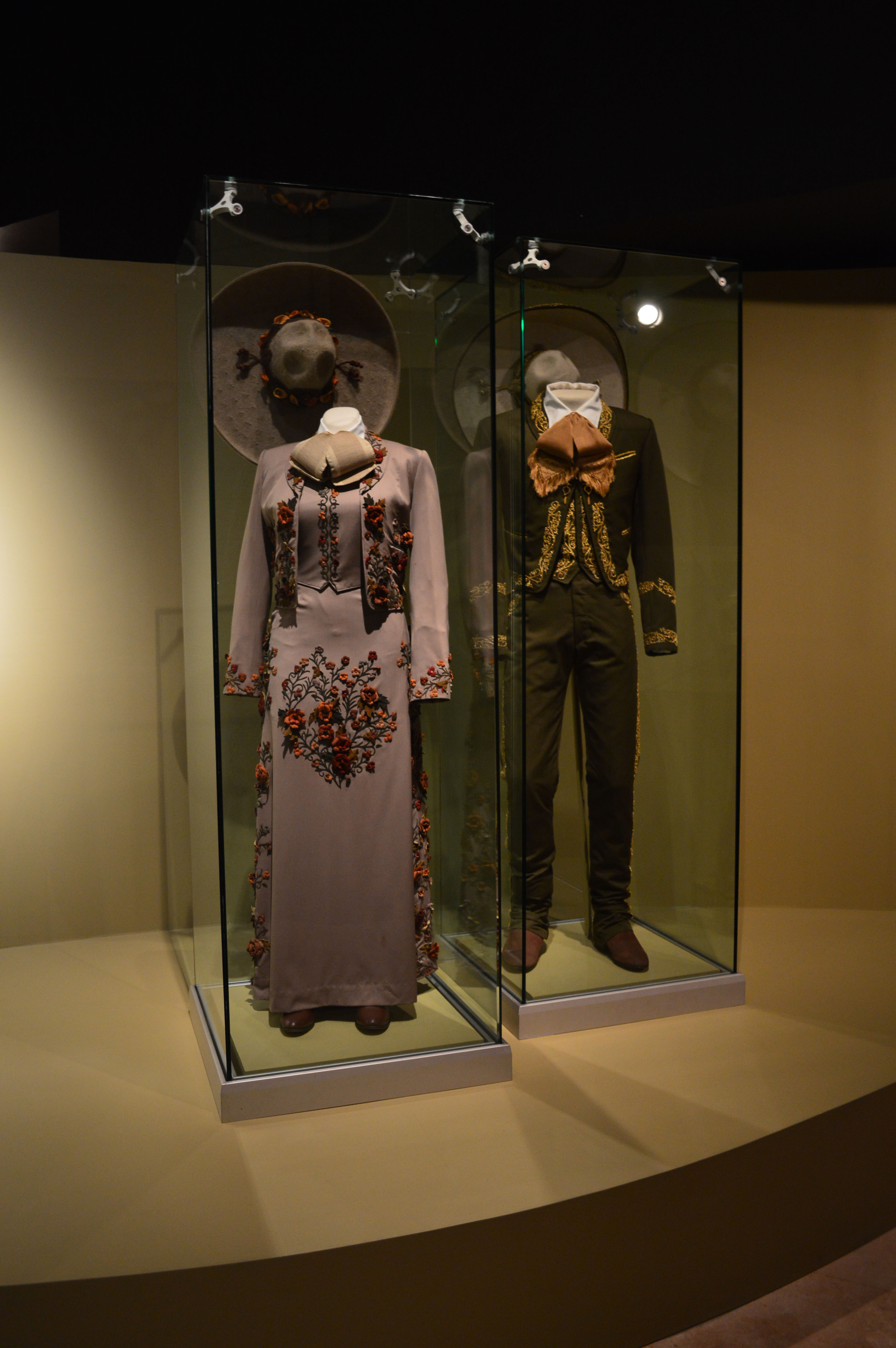
Traje (Gran Gala) de charro femenino y masculino.

Un traje básico de charro que usan los hombres consiste en pantalones largos y ajustados cubiertos con adornos a los lados. El abrigo que usan tanto hombres como mujeres es corto y bordado. Estos abrigos también se conocen como chaquetas bolero o chaquetillas. Tradicionalmente, el bordado se hacía con hilo metálico o de fibra de pitea. Los atuendos de charro también consisten en un sombrero de ala ancha (sombrero) y una corbata de seda. El traje charra de las mujeres es similar, las mujeres visten una falda larga bordada, que llega hasta los tobillos, en lugar de los pantalones. La falda suele ser lo suficientemente amplia como para permitir que la mujer monte de lado. Otros aspectos del atuendo pueden incluir una camisa de vestir, chaparreras, sarape y cinturón de pitea. El calzado es una bota de tacón alto o un zapato de cuero. Los colores del traje permitidos son toda la gama de café, azul oscuro, marrón, gris y verde seco los cuales contrastan con las "grecas" o calados y las botonaduras. También se utiliza el rojo oscuro mezclado con negro únicamente en el pantalón de caporal y en los complementos de la montura. Los botones deben ser del color del cueraje de la silla, es decir miel, café o bayo. El traje negro es solamente para bodas o funerales y es el único que debe llevar botines negros. La camisa puede ser de cuello militar, conocida también como  "pachuqueña", o cuello civil, también llamado "cuello doblado", dando preferencia al blanco y al color hueso.
En 1960 la Federación Nacional Charra hizo una clasificación de los trajes que puede vestir un charro, estos trajes del más formal al menos son:
Gran Gala: Totalmente negro desde el mismo sombrero, de prenda fina, botones de plata, pajarita blanca, negra o roja, botas de gamuza o charol, camisa blanca y canana del mismo color de los zapatos. Este traje solo se usa en ceremonias importantes y no es apto para montar.
Gala: Puede ser de otro color que el negro, de paño fino, adornado con botones de plata y con las mismas condiciones que el anterior. Usado en ceremonias, desfiles, fiestas, ceremonias civiles, apto para montar, etc.
Media gala: Está algo menos decorado que el Gala, pero respetando las mismas normas de uso. Es apto para montar.
Faena: Puede ser un traje completo, pero menos austero o simplemente compuesto por pantalón, camisa, botas, corbatin de color oscuro y un sombrero fuerte y resistente. Adecuado para competiciones.

## Sombrero de charro

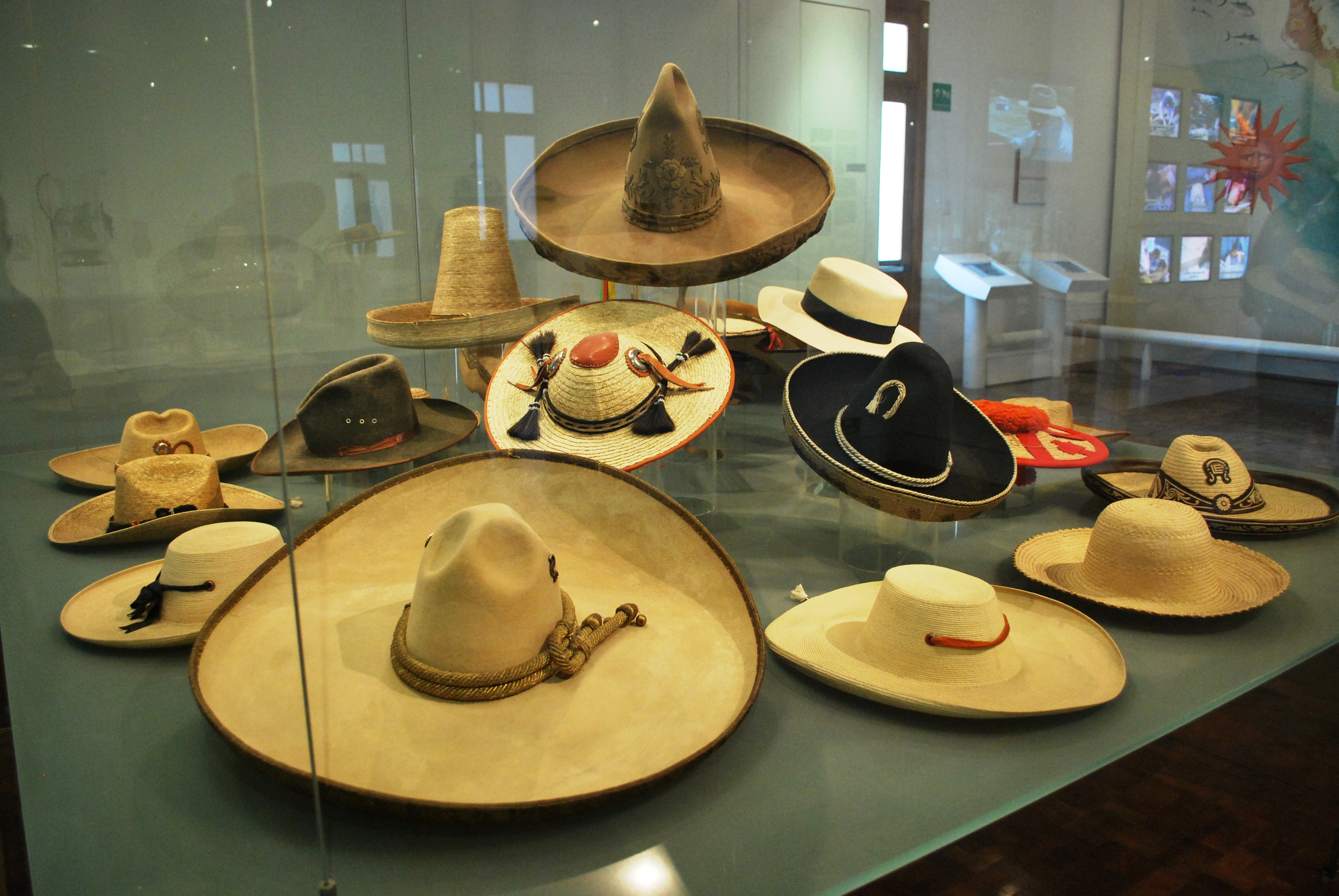
Diferentes tipos de sombreros y algunos de charro.

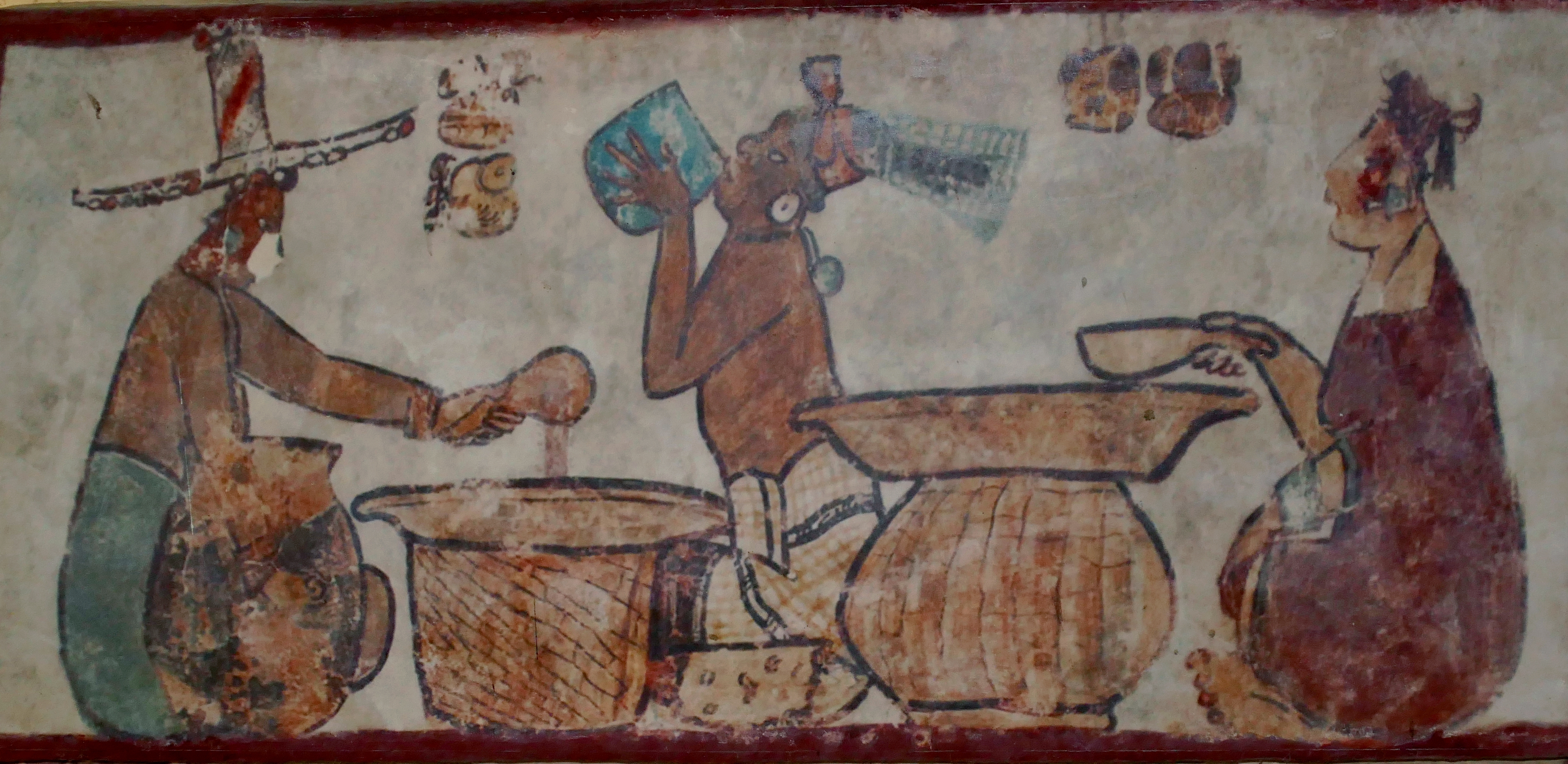
El uso del sombrero de ala ancha y copa alta en la época prehispánica en Mesoamérica. Los murales de la Acrópolis de Ch'iik Naahb en Calakmul Campeche, México.

El sombrero de charro mexicano es de origen prehispánico, luego fue mestizo donde era un accesorio tanto para indígenas, mestizos  para hacendados acaudalados y también en la Nueva España usado por los criollos mexicanos y cuyos bordados y decorados han sido hechos por indígenas y mestizos mexicanos así como su aparte la deformación de estos Está elaborado con fieltro de lana, de pelo de liebre o de paja de trigo y es una auténtica protección para el brillante sol y para la caída desde el lomo de un caballo. Por eso el verdadero sombrero de charro es de ala ancha, levantado de la parte posterior; lleva en la copa cuatro "pedradas" que le dan resistencia en caso de impacto. Para ese último caso es mejor el sombrero hecho de palma, que es más sólido sin ser demasiado pesado.
De acuerdo a la región presenta variantes: en las zonas más secas, el ala es más ancha que en las zonas boscosas, y en aquellas con mayor humedad, los materiales son más frescos y ligeros que en las tierra altas.
Suelen adornarse generalmente con toquillas y ribetes bordados o "calados". Los tipos de sombrero más usados son el "San Luis Moderado", "Pachuca", "Cocula", "Hacendado", entre otros.
Un sombrero de charro verdadero es elaborado por artesanos especializados, y es muy distinto al que se vende en las tiendas de "souvenirs" para turistas.
Se pueden añadir más usos del sombrero charro. Para quienes lo han usado saben los múltiples usos y beneficios de su diseño. Algunos pueden ser: no sólo cubrir del brillante sol sino igualmente del viento y, sobre todo, del polvo; con él se atiza un fuego como se apaga si se enciende el campo; se ataranta una víbora y luego se la mata; se realiza un bonito lance a un toro bravo que sale por el monte y se le esquiva; se le da de beber a un cuaco (caballo); se cubre el anonimato antes de un lance de amor o de librarse de un enemigo; se utiliza como escudo en la defensa de un ataque a machete o navaja, tomándolo del barbiquejo; cubre estupendamente de la lluvia que, con manga de paja o lona ahulada, es el mejor paraguas a pie o a caballo; en jaripeo, sobre todo de toros cebú, protege de los peligros de una cornada y, en caso de caída, hace las veces de casco; y otros usos se que podrían añadir por quienes lo han utilizado en el campo.

## Silla charra

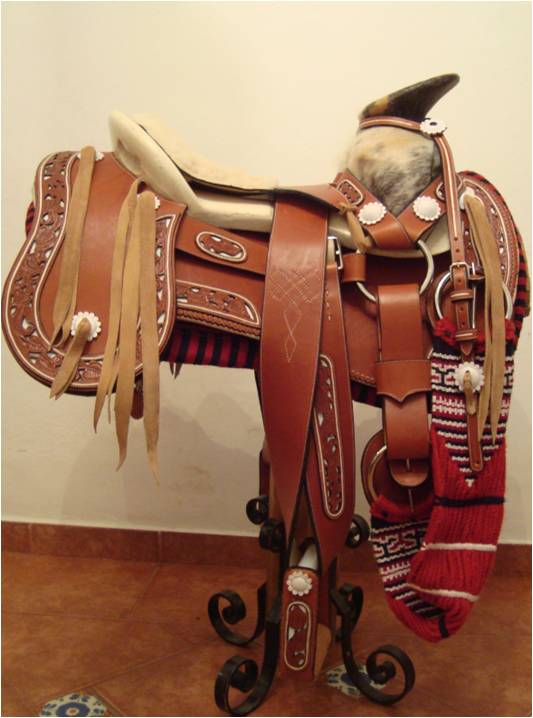
Silla charra con bastos cola de pato.

La silla de montar mexicana es una de las principales características del charro. Este tipo de montura de fuste con cabeza es de diseño único, pues las anteriores eran de origen militar y la mexicana está diseñada para trabajo en el campo. No obstante el hecho de que es relativamente pesada comparada con otras, es muy cómoda tanto para el caballo como para el jinete y básicamente se conforma por un "fuste" o esqueleto de madera con cabeza (la cual se utiliza para amarrar las sogas o reatas), cuerajes y estribos, entre otros accesorios. Existen tan bellas sillas de montar que son auténticas obras de arte: de cuero talabarteado o amartelado que forman figuras en todas sus elementos o arreos; las hay con herrajes de oro o plata, con bordados en pita, oro y plata o hiladuras (chumeteado) de colores que alegran y embellecen los arreos, y se acompañan de tientos, donde se atan y cuelgan lo mismo un machete que una cuarta o una reata, un rifle o un gabán.
Los arreos y avíos del charro o vaquero mexicano fueron copiados por el cowboy o "buckaroo" estadounidense (la propia palabra "buckaroo" es una transcripción espontánea de la fonética de "vaquero" en labios anglosajones), luego de la colonización del territorio mexicano perdido a manos de Estados Unidos. La silla de montar tejana está también basada en la silla mexicana de los chinacos.
Durante la Revolución mexicana el caballo criollo mexicano prácticamente desapareció, debido a su excesivo uso durante el combate. Así que los caballos más utilizados para la charrería son el Cuarto de Milla, de origen norteamericano y el caballo Azteca, que es una raza reciente.
La silla charra debe estar hecho de materiales naturales, no artificiales como el plástico. Hay principalmente dos tipos de sillas de montar que posee el charro: la silla de trabajo y la silla formal.
La silla charra tiene un cuerno más ancho que el de una silla del "cowboy estadounidense", lo que ayuda a evitar que el charro se caiga o se cuelgue. Hay dos agarraderas en la parte trasera de la silla, en caso de que el charro necesite agarrarse debido a un acto inesperado del caballo.

## Escaramuza charra

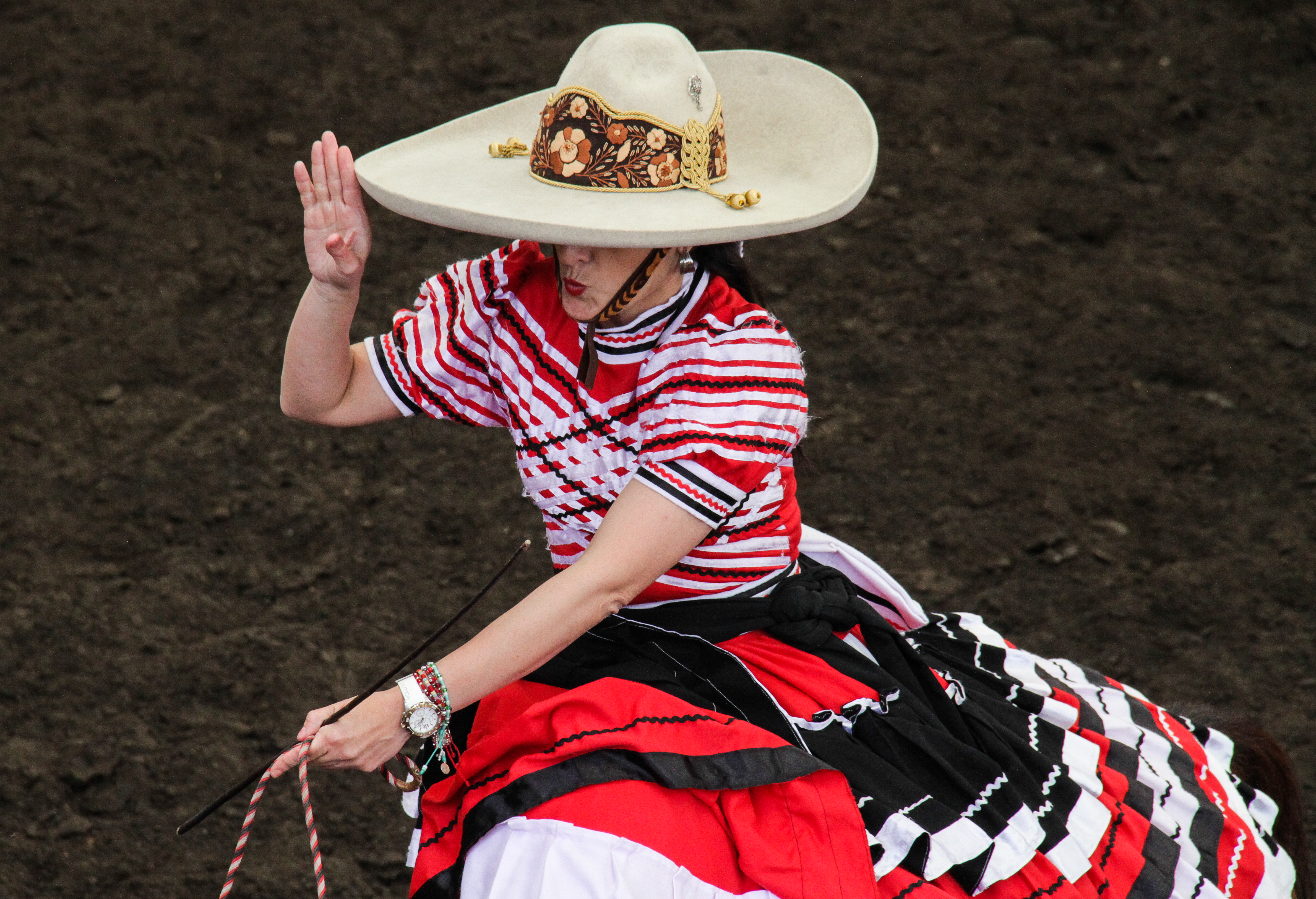
Escaramuza charra.

Las Asociaciones de Charros, a la manera provinciana y tradicional, eligen una "Reina de los Charros" cada año, que es una joven perteneciente a una asociación o a una región que comprende varias asociaciones. Su función es social y son encargadas de inaugurar temporadas o festejos.
En un contexto con cada vez más equidad de género, la amazona es una deportista activa en el medio de la charrería y su principal disciplina es la escaramuza charra. Para esta se utiliza una montura llamada albarda charra. Además, hay mujeres que practican otras suertes también muy intrépidas y espectaculares.

## Contexto social
Ya a fines del siglo XIX, el charro era sinónimo de un jinete muy diestro o experimentado.
Uno era el rico terrateniente y otro el peón de hacienda, si bien ambos usaron sombrero ancho durante mucho tiempo. El charro al ser terrateniente o empleado de confianza del dueño de la tierra, tenía generalmente un estatus social "superior" al de los otros campesinos.
Durante los siglos XIX y XX los jinetes que no pertenecían a las clases altas eran peones comunes
El amansador o el vaquero jornalero (hábil jinete), aun siendo humilde, contaba con el prestigio de ser mejor "cotizado" como empleado que cualquier otro tipo de trabajador y vestía trajes de charro semejantes a los de los patrones.
Con excepciones notables como la del mismísimo caudillo revolucionario Emiliano Zapata o Benjamín Argumedo, el charro actual es en muchos casos conservador y con frecuencia reaccionario. Por eso, en el sindicalismo mexicano se le llama "líder charro" a aquel que representa los intereses del patrón y no de los agremiados (una curiosa paradoja es el caso del Jorge Negrete, quien en el cine representaba al charro, pero como sindicalista fue notable por su honestidad y por las conquistas laborales que logró en su tiempo).
Los caballerangos, herreros, pastores y arrieros no eran considerados necesariamente charros, pero aspiraban a serlo. De manera bastante similar al servicio personal en la España medieval, en las haciendas mexicanas los charros tenían un prestigio caballeresco al cual muchos de los vaqueros buscaban acceder.
El discurso oficial de las primeras décadas del siglo XX estableció al charro como "arquetipo del mexicano al lado de la china poblana.
No obstante el origen clasista del charro mexicano, en la actualidad, en los equipos que practican la charrería hay atletas tanto humildes como acaudalados que destacan por su desempeño en un ambiente de igualdad (al menos) durante las prácticas y encuentros.
En las zonas rurales, la posición social del charro ha sido emblemática, aunque desde hace varias décadas, con la influencia globalizadora han cambiado mucho las cosas.
El fenotipo más común en el charro es el del blanco y luego del mestizo con facciones predominantemente ibéricas o “mestiblanco”, variando desde luego en cada región: en Jalisco hay charros de tez clara a morena clara; en la costa del golfo los hay con rasgos mulatos y en el sur se ve más el tipo indígena. Curiosamente una buena parte de los descendientes de inmigrantes libaneses y sirios se ha integrado al ambiente de la charrería.
Existen en Estados Unidos asociaciones de Charros, tanto de aficionados como profesionales, debido a la enorme población de origen mexicano en ese país.

## Cultura y espectáculo

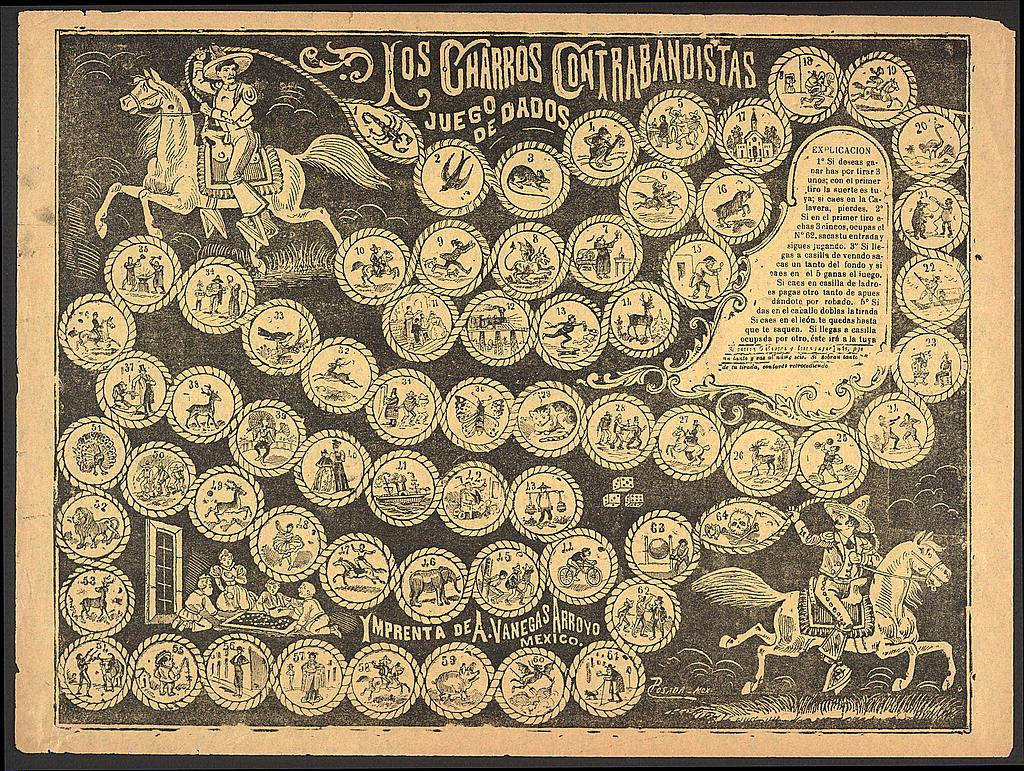
Juego: "Los Charros Contrabandistas", 1890-1917. Litografía de Antonio Vanegas Arroyo.

El charro cancionero y alegre del cine mexicano no es tan ficticio como sus críticos pretenden, ya que antes de la era de los medios masivos de comunicación, la gente del campo se entretenía haciendo música y bailes, y esto fue la fuente del folclore.
En México, la cultura de la fiesta y de la convivencia hicieron del charro un personaje alegre, un tanto fanfarrón y un ente completamente social a diferencia del (parco) aunque también machista vaquero estadounidense o cowboy. 
La influencia de la cultura de la charrería está presente en el México actual en múltiples expresiones; por ejemplo la palabra lana como sinónimo de dinero, ya que esta fibra era distintivo de las clases dominantes en el campo; expresiones como "no te bajes del caballo" o sea: "no cedas"; o bien el imperativo "pícale" (con las espuelas al caballo) para significar "corre" o "apúrate". Este "pícale" también ha derivado en "ándale" con la misma función.
Los cuadros del pintor Ernesto Icaza retratan diversas escenas de charrería en el campo, documentando las costumbres y características de la charrería de finales del siglo XIX y principios del XX.
En el cine, el charro ha sido tema tan recurrente como el cowboy. Algunos de los charros cinematográficos han sido: Pedro Infante, Luis Aguilar, Javier Solís,  
Vicente Fernández, Tito Guízar, Miguel Aceves Mejía, Francisco Avitia, entre otros.
Un particular charro de México fue Antonio Aguilar, originario de Zacatecas, quien era un auténtico charro y no solo actor, excelente caballista que con sus espectáculo ecuestre dio a conocer la charrería con giras por diferentes países junto con toda su familia. En sus películas se le puede ver practicando diferentes suertes sin efectos de cámara como: lazar, colear, calar y hacer pasos de la muerte.
También sus hijos son excelentes charros, Pepe Aguilar y Antonio Aguilar Jr., a quienes en las películas también se les ve efectuando suertes charras
Jorge Negrete, el Charro Cantor, es considerado el mejor representante del charro mexicano en el cine.
Notable por sus brillantes espectáculos ecuestres ha sido Antonio Aguilar, posiblemente el último representante genuino del charro en la industria del entretenimiento, misma que en las últimas décadas ha contribuido a la distorsión del concepto y de la imagen del charro en telenovelas de baja calidad y con cantantes puramente comerciales, con poco o escasísimo contenido cultural.
En muchas mujeres de Hispanoamérica aún producen suspiros el charro, el rejoneador o el gaucho, tal vez porque en el inconsciente colectivo representan a la virilidad original y originaria.
Aun cuando México se caracteriza por su riqueza y variedad folclórica, la imagen del charro unifica a México debido a que su uso no ha estado limitado a una sola región y a que representa el mestizaje mismo, que se considera la base de la identidad mexicana.